# 中華人民共和国

中華人民共和国
中华人民共和国

国の標語：为人民服务（中国語）
人民に奉仕する
国歌：义勇军进行曲（中国語）
義勇軍進行曲

1. 
2. 
3. 
4. 
5. 
6. 
7. 
8. 
9. 
10. 
11. 
註1: 人口、及び各種GDPの数値には、特別行政区（香港、マカオ）及び中華人民共和国が領有権を主張しているものの施政権が及ばない地域（台湾、カシミールなど）を含まない。
註2: 面積順位第4位とされる中華人民共和国と、第3位とされるがアメリカ合衆国の面積は非常に近く、それぞれの国土の定義によっては、順位が入れ替わることがある。
註3:中華民国（台湾）と中華人民共和国は本来互いに隷属していない。

中華人民共和国（ちゅうかじんみんきょうわこく、簡体字: 中华人民共和国; 繁体字: 中華人民共和國; 拼音: Zhōnghuá Rénmín Gònghéguó 聞く）、通称中国（ちゅうごく、拼音: Zhōngguó）は、東アジアに位置する社会主義共和制国家。首都は北京市。

## 概要

### 成立
中華ソビエト共和国としてはじまった中華人民共和国は、中華民国統治下の中国で1921年7月に結党された中国共産党がソビエト連邦の支援を受けながら、国共合作・日中戦争・国共内戦を経て中華民国政府を台湾へ放逐し、1949年10月1日に毛沢東中国共産党主席が北京市天安門広場で建国宣言を行ったことで成立した。

### 体制
1949年10月の建国以来中国共産党による一党独裁制 が続いている。エコノミスト誌傘下の研究所エコノミスト・インテリジェンス・ユニットによる民主主義指数は世界153位という下位であり独裁政治体制に分類されている（2019年度）。また、国境なき記者団による世界報道自由度ランキングは下から4番目の177位に位置付けられており、最も深刻な状況にある国の1つに分類されている（2020年度）。
中華人民共和国の人権状況についてヒューマン・ライツ・ウォッチは「中国は依然として一党独裁国家であり、基本的人権を体系的に抑圧している」「人権擁護の弁護士や活動家が恣意的に拘留され、起訴されている」「非政府組織、活動家、メディア、そしてインターネットに対する統制は強化されている」と報告している。2010年の劉暁波のノーベル平和賞受賞問題、2016年に政府が香港などで批判者を拉致して強制的に失踪させた事件、2020年の新型コロナ問題での人民の言論監視 などに見られたように近年は言論統制や弾圧が一段と強化されている傾向がある。チベット問題やウイグル問題など少数民族に対する人権侵害問題も深刻で国際社会から憂慮されている。特にアメリカ合衆国政府、カナダの下院、オランダの議会、イギリスの下院、フランスの下院、リトアニア共和国議会などは、ウイグル人強制収容所などについてジェノサイド（大量虐殺）政策と認定している。2019年以降は一国二制度下の香港への統制を強めている。南沙諸島や中華民国への軍備増強や威嚇行為が年々激しさを増している。

### 経済
清、中華民国の時代では、分裂や暴動、他国との戦争での敗戦が続き、諸外国による間接的な支配が長年続いた。1978年以前までの中華人民共和国においても内乱と紛争、混乱が続いていため、経済や軍事が長期間低迷し、貧困が200年以上続いていた。
1978年12月における改革開放の導入以来、「社会主義市場経済」と称して「経済特区」や「沿岸開放都市」などの設置を行い、社会主義経済体制からの根本的な転換を行った。その結果外資流入の勢いが増し、20年以上に渡って年平均9%以上の実質GDP成長率を達成し、2010年にはGDP規模で日本を追い抜いてアメリカ合衆国に次ぐ世界第2位の経済力を有する国となった。中国共産党総書記習近平は2012年に「中華民族の偉大なる復興」を発表した。
発展途上国に有利に出る購買力平価では世界第1位であり、世界最大の輸出国と製造国、第2位の輸入国である。同国は経済・軍事・技術・外交・ソフト・パワーの影響力において、世界の新興超大国とみなされている。
しかし、経済発展に伴い経済格差の拡大・環境問題など各種の社会問題も深刻化している。エネルギー使用による二酸化炭素（CO2）排出量は世界最大、条約で規制されているフロンも中華人民共和国では未だ大量放出されている。大気汚染は深刻で特に首都北京は風次第でしばしばスモッグに覆われる。長江をはじめとする河川の水質汚染も深刻な状況にある（中国の水危機）。
中華人民共和国の環境問題については中国の環境問題を参照。

### 外交

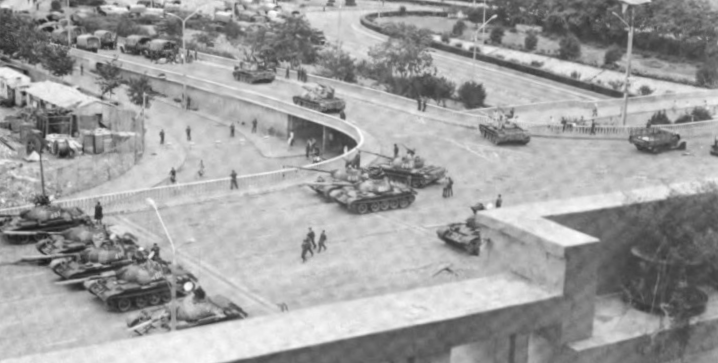
六四天安門事件での中華人民共和国の戦車

建国以来ソビエト連邦に並ぶ東側の大国として影響力を持ったが、ソ連でスターリン批判が起きるとスターリン主義の立場からソ連と仲違いし、中ソ対立が武力衝突にまで及ぶに至って1970年代以降はアメリカ合衆国や日本など西側諸国に接近し、日米と国交して中華民国と断交させた。1971年10月に国連総会で中国代表権を認められて、国際連合に加盟し、追放された中華民国の後任として国際連合安全保障理事会常任理事国となった。1989年6月に六四天安門事件を起こして国際社会から強い非難を受けたが、1991年12月のソ連崩壊後も共産党独裁体制維持に成功し、「全方位外交」と称して1992年には米中・日中国交後も中華民国との関係を維持していたイスラエルや韓国に接近して国交を樹立し、中華民国と断交させた。その後も中華民国と国交を結ぶ国に対して様々な圧力をかけることで中華人民共和国との国交、中華民国との断交を促し、中華民国を孤立化させる外交を推進している。
現在の中華人民共和国は多数の公式及び非公式の多国間機構に加盟しており、WTO、APEC、BRICS、上海協力機構、BCIM、G20がこれに該当する。中華人民共和国はアジアの地域大国であり、多数の解説者により潜在的な超大国として特徴付けられてきた。しかし習近平体制になってから「戦狼外交」と呼ばれる好戦的で強硬な外交姿勢を強めており、国際社会との摩擦が目立ってきている。また香港問題やウイグル問題などの人権問題をめぐる国際的批判が強まっている。

### 軍事
1964年10月に最初の核実験を実施しており、核拡散防止条約により核兵器の保有を認められた5つの公式核保有国の1つとなった。21世紀以降は急速な軍拡が行われ、アジアでは最大の、世界ではアメリカ合衆国に次ぐ軍事支出を行う軍事大国となっている。その軍隊である中国人民解放軍の兵力は200万人を超えると見られており、世界最大人数の常備軍である。

### 民族と宗教
人口は世界第2位の約14億人であり、うち92%以上を漢族が占める。他にモンゴル族、チベット族、ウイグル族、朝鮮族、満洲族、回族、チワン族、ミャオ族、ヤオ族など55の少数民族が存在する。言語は漢語が大部分を占め、北京語を元にした中国語の普通話が共通語であるが、各地域では数多くの方言と少数民族の言語が併用されている。
宗教はイスラム教やキリスト教、チベット仏教などが少数存在している。

### 地理
公式には23の省、5つの自治区、4つの直轄市と2つの特別行政区から構成され、総面積は約960万平方キロメートルで世界第3位、ロシア連邦と並び世界で最も隣国が多い国（14か国）である。
計測方法によるが外務省によれば陸地面積では世界第4位とされ、総面積では世界第3位又は4位である（詳細は国の面積順リストに参照のこと）。同国の地形は、乾燥した北の森林ステップ、ゴビ砂漠、タクラマカン砂漠から、多湿な南の亜熱帯の森林まで広大かつ多様である。ヒマラヤ山脈、カラコルム山脈、パミール高原、天山山脈により、同国は南及び中央アジアから切り離されている。長さ世界第3位の長江及び同世界第6位の黄河は、チベット高原から人口密度の高い東の沿岸地域に流れ、古代には黄河文明や長江文明を興してきた。同国の太平洋に沿った海岸線は1万4500キロメートルの長さで、渤海、黄海、東シナ海、南シナ海に囲まれている。同国の国土は、22省級行政区、5自治区、北京市・天津市・上海市・重慶市の4直轄市、大部分が自治的な香港・マカオの2特別行政区によって構成されている。なお、2017年7月現在、中華人民共和国の世界遺産はイタリアについで56件ある。国内には文化遺産が38件、自然遺産が14件、複合遺産が4件存在する。

## 国名
現在の公式国名は中華人民共和国 (簡体字中国語: 中华人民共和国; 拼音: Zhōnghuá Rénmín Gònghéguó)  発音である。一般には中国 (簡体字中国語: 中国; 拼音: Zhōngguó) 、あるいは中華 (簡体字中国語: 中华; 拼音: Zhōnghuá) と呼称される。
「中国」という言葉は、紀元前6世紀の書経・詩経で既に記述されており、中華帝国以前の時代には華夏族を四夷と区別するため、文化的概念として頻繁に用いられた。その後、中華帝国の変遷と共に様々な古文書で用いられる「中国」の意味も変化して行ったが、近代的な主権国家全体の名称として用いられるようになったは19世紀半ばからである（詳細は「中国」の項目参照のこと）。
中国と同義で用いられる支那は、帝国主義のイメージと結びついて中華人民共和国では侮蔑的な呼称と認識されているが、その原型が古くから印欧語族の諸国で用いられてきたために派生形が多く残っている。たとえば英名の"China"は、サンスクリット語のCīna (चीन) を由来とするペルシア語のChīn (چین)が由来と考えられる。"China"という言葉は、ポルトガルの探検家Duarte Barbosaの日誌において1516年に初めて記録された。1555年、同日誌はイングランドにおいて翻訳及び出版された。17世紀にマルティノ・マルティニにより提唱された伝統的理論では、Cīnaは周において中国最西の国である"Qin" (秦) が由来である。また、Cīnaはマハーバーラタ (紀元前5世紀) 及びマヌ法典 (紀元前2世紀) を含む初期のヒンドゥー教の聖典において用いられていた。
「中国」の国名を巡っては、中華人民共和国の前に中国大陸を統治した中華民国との間で軋轢がある。1971年10月のアルバニア決議以降、中華人民共和国が「中国」の議席および関連する地位を獲得し、「中国」は徐々に国際社会において中華人民共和国を指すようになった 。この他、「日中関係」「駐華大使」のように「中」も「華」も中華人民共和国の略称として用いられている現状がある。台湾海峡を挟んで「二つの中国」が分断する現況から、中華人民共和国は中華民国（台湾地区）に対応する場合は「中国大陸」 と呼ばれることがある。中華人民共和国政府は中華民国（台湾）からは「大陸当局」「北京当局」、「北京」または「中共」 とも呼ばれる。中華民国憲法では「大陸地区」とされる。
英語圏では"People's Republic of China"（中華人民共和国）を略して"PRC"と表記することがある。

## 歴史
中華人民共和国が樹立された時点で、蔣介石率いる中華民国政府は未だ中国大陸の華南三省と西南部三省の多数の地域を統治していた。だが、中国人民解放軍の攻勢によって1949年12月に中国国民党は接収していた台湾に逃れ、人民解放軍は翌1950年5月までに福建省・浙江省 の一部島嶼を除く中国大陸と海南島を制圧した。ただし、台湾に政府機能を移転した中華民国政府は存続し、台湾とその他島嶼からなる地域（台湾地区）は2021年現在に至るまで中華民国政府の実効支配下にある。

### 毛沢東の時代
毛沢東時代の中華人民共和国は、社会の共産主義化を推進した。中華人民共和国の建国後、毛沢東は毛沢東思想に基づき、中国共産党を軸にした世界革命路線を推進した。ソビエト連邦と中華民国間で締結された中ソ友好同盟条約（1945年8月）によって、ソ連が中華民国から租借していた旅順港・大連港・南満洲鉄道について、1950年の中ソ友好同盟相互援助条約と同日締結した協定により中華人民共和国へ編入。1952年には朝鮮戦争に参戦し、韓国軍とアメリカ軍を主体とする国連軍を阻止した。1954年9月の第1期全国人民代表大会において、ソ連のスターリン憲法を範とする「中華人民共和国憲法」（略称：54年憲法）を採択し、それまでの人民民主統一戦線体制の「共同綱領」ではなく一党独裁制へ移行した。中華人民共和国は、毛沢東の指導の下で大躍進政策と核開発を行った。1959年のチベット蜂起を鎮圧し、1962年にはインドと武力衝突した（中印国境紛争）。
1949年の中華人民共和国成立後、「向ソ一辺倒」の下で中ソ両国は友好関係を保っていたが、1956年のフルシチョフ第一書記によるスターリン批判後、西側諸国との平和共存路線を図る修正主義的なソ連と自由主義世界との妥協を拒否する教条主義的な中華人民共和国との間で中ソ対立が生じ、ソ連と対立。1969年には両国の国境地帯に位置した珍宝島/ダマンスキー島を巡って中ソ国境紛争が勃発した。また、内政では大躍進政策の失敗によって失脚していた毛沢東が、1966年より経済の立て直しを巡る対立からプロレタリア文化大革命（文革）を発動し、官僚化した中国共産党を打倒しようと呼びかけた毛沢東の訴えに紅衛兵が呼応したため、「造反有理」、「革命無罪」の呼号の下、宗教関係者などの「反革命」派と目された人々の多くがつるし上げや殺害を受け、国内は内乱に等しい状態となった。内モンゴルの先住民族に対しては内モンゴル人民革命党粛清事件などの粛清を行った。
外交では1971年の第26回国際連合総会にて採択されたアルバニア決議の結果、それまで国際連合常任理事国だった中華民国に代わって国連安全保障理事会常任理事国となり、中華民国は自ら国連を脱退した。また、ソ連との関係では中ソ対立が継続していたため、1972年2月21日のニクソン大統領の中国訪問を契機にソビエトと対立するアメリカ合衆国との関係が緩和され、同年9月29日には日本の田中角栄首相と日中国交正常化を果たし、ソ連の影響から離れて資本主義諸国との関係を改善した。以後、西側諸国から経済支援を受け、3つの世界論により中国は主に第三世界において大きな影響力を保つことに成功した。1974年には南シナ海に侵攻し、当時の南ベトナム支配下の西沙諸島を占領した（西沙諸島の戦い）。文化大革命は1976年の毛沢東の死と共に終結した。その後、「二つのすべて」を掲げた華国鋒が毛沢東の後を継いだが、1978年12月の第11期3中全会で鄧小平が実権を掌握した。

### 鄧小平の時代
1978年より始まる鄧小平時代以降の中華人民共和国は、鄧小平理論に基づいて政治体制は中国共産党による一党体制を堅持しつつも、市場経済導入などの改革開放政策を取り、中華人民共和国の近代化を進めた（中国特色社会主義）。中ソ対立の文脈の中で、1979年2月には親ソ派のベトナムに侵攻した（中越戦争）。その後もベトナムとの関係は悪く、1984年には再びベトナムと中越国境紛争を戦い、1988年にベトナム支配下のジョンソン南礁を制圧した（南沙諸島海戦）。一方、アメリカなど西側諸国に接近し、1980年モスクワオリンピックの不参加と1984年ロサンゼルスオリンピックの参加というおおよそ西側に歩調を合わせる行動を行うようになる。
1980年代以来の経済の改革開放の進展により、「世界の工場」と呼ばれるほど経済が急成長した。一方、急激な経済成長とともに貧富差の拡大や環境破壊が問題となっている。また政府は、中華人民共和国の分裂を促すような動きや、共産党の一党体制を維持する上で脅威となる動きに対しては強硬な姿勢を取り続けている。

### 江沢民の時代
六四天安門事件から江沢民が台頭した。2003年3月ごろから中華人民共和国広東省を起点する重症急性呼吸器症候群（SARSコロナウイルス）の大流行の兆しを見せ始めたが、これはごく短期間で終息している。

### 胡錦濤の時代
2002年の第16回中国共産党大会で、胡錦濤が江沢民の後任として総書記に就任した。胡錦濤のもと、中国は高い経済成長を維持し、イギリス、フランス、ドイツ、日本を抜いて世界第二位の経済大国となった。しかし、経済成長は国の資源と環境に深刻な影響を及ぼし、大規模な社会的混乱を引き起こした。

### 習近平の時代
2012年11月15日、習近平が中国共産党中央委員会総書記、中央軍事委員会主席に選ばれた。

新型コロナウイルス感染症

2019年末より、新型コロナウイルス（SARS-CoV-2）が武漢市で確認され、その後新型コロナウイルス感染症（COVID-19）が全世界で流行する事になった。世界的なパンデミックにより未曽有の事態に突入し、特にアメリカのトランプ政権は中国の対応を強く批判し、これに伴い米中関係は大きく悪化。世界は新冷戦と呼ばれる時代に突入した。
コロナ禍の2022年2月、北京冬季オリンピックを開催した。
中国共産党政府はゼロコロナ政策により感染の防止に務めたが、2022年には再び国内でコロナウイルスが蔓延した。そのため上海などの経済都市に対して政府はロックダウンの措置をとった。また、ほぼ同時期に香港民主化運動を強権的に封殺するも、これは却って世界各国における対中感情の悪化を招いた。一方、厳格なゼロコロナ政策により政府当局への国民の不満が高まり、同年11月には白紙革命が勃発。共産党政府への批判がタブーな中国では異例の政府批判が起きる事態となった。政府はこれを受けてゼロコロナ政策の転換を余儀なくされた。
2022年の第二十次中央委員会第一次全体会議で、習近平が中国共産党中央委員会総書記に3期連続で選出された。。
2022年ロシアのウクライナ侵攻以降は中国は、表面上は対アメリカという観点からロシア寄りの立場を取っているが、他方ではプーチンが失脚した場合の「シナリオ」を模索しての行動を行っているという見方もある。
中華人民共和国は、2023年8月、日本産の水産物の輸入を禁じた。なお2021年、中華人民共和国の陽江原子力発電所は福島第一原子力発電所の5倍以上のトリチウムを放出した。
中華人民共和国の呉江浩駐日大使は、2024年5月、「日本が中国分裂を企てる戦車に縛られてしまえば、日本の民衆が火の中に連れ込まれることになる」などと発言した。

## 政治
中華人民共和国は憲法前文で、孫文が指揮する辛亥革命と中華民国創立の意義は認めつつ、中華民国が帝国主義と封建主義に反対する任務を達成できなかった為に、中国の諸民族人民を率いる中国共産党が新民主主義革命によって官僚資本主義の支配（蔣介石政権）を覆し、同国を建国したとしている。そのため同国は、中国旧来の政治的実体である中華民国が1955年（大陳島撤退）以降も引き続き残存している台湾（台湾島、澎湖諸島、金門島、馬祖島及びその他島々）も「中華人民共和国の神聖な領土の一部」とみなし、台湾を実効支配下に置くこと（祖国統一）を「台湾の同胞を含む全中国人民の神聖な責務」であると憲法前文で規定している。中華人民共和国の現行憲法は5回改正されている。習近平が最高指導者となると権力集中の動きが強まり、2018年には憲法を改正して任期制限を撤廃し、2022年第二十回党大会からは実際に3期目を務めることとなった。

### 国家の統治体制

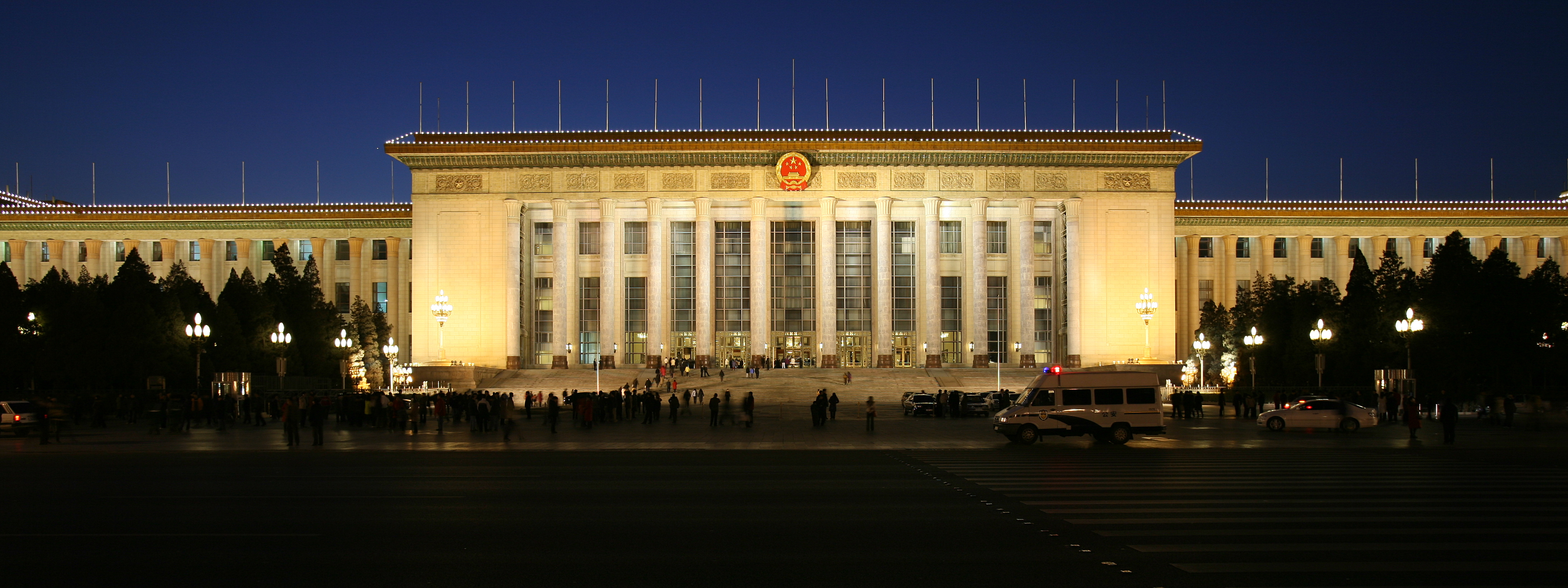
全国人民代表大会議事堂である北京市の人民大会堂

憲法より上位の存在である中国共産党と憲法を拠り所とするその衛星政党（「民主党派」）以外の政党は認められておらず、国民には結党の自由がない。
立法機関として全国人民代表大会が置かれ、行政機関として、国務院が、司法機関として、最高人民法院と最高人民検察院が存在する。法律上は全国人民代表大会に権限が集中する。この他に衛星政党や各団体、各界の代表なども参加する中国人民政治協商会議が存在するが、「国政助言機関」 であって法律の制定権などは持っていない。三権分立の相互抑制メカニズムは存在しない（民主集中制）。
実際には国政を動かすのは中国共産党であり、共産党の最高指導集団である中央政治局常務委員会が権力を掌握する構造となっている、実権は中国共産党中央委員会総書記が握っていた、中華人民共和国主席（国家主席）の権限は儀礼的・名誉的なもので、彼らの権力の源泉は支配政党である共産党の総書記職であった。現行の中華人民共和国憲法には国家元首の規定がなく、外交慣例上では国家主席は元首と同様の待遇を受けている。

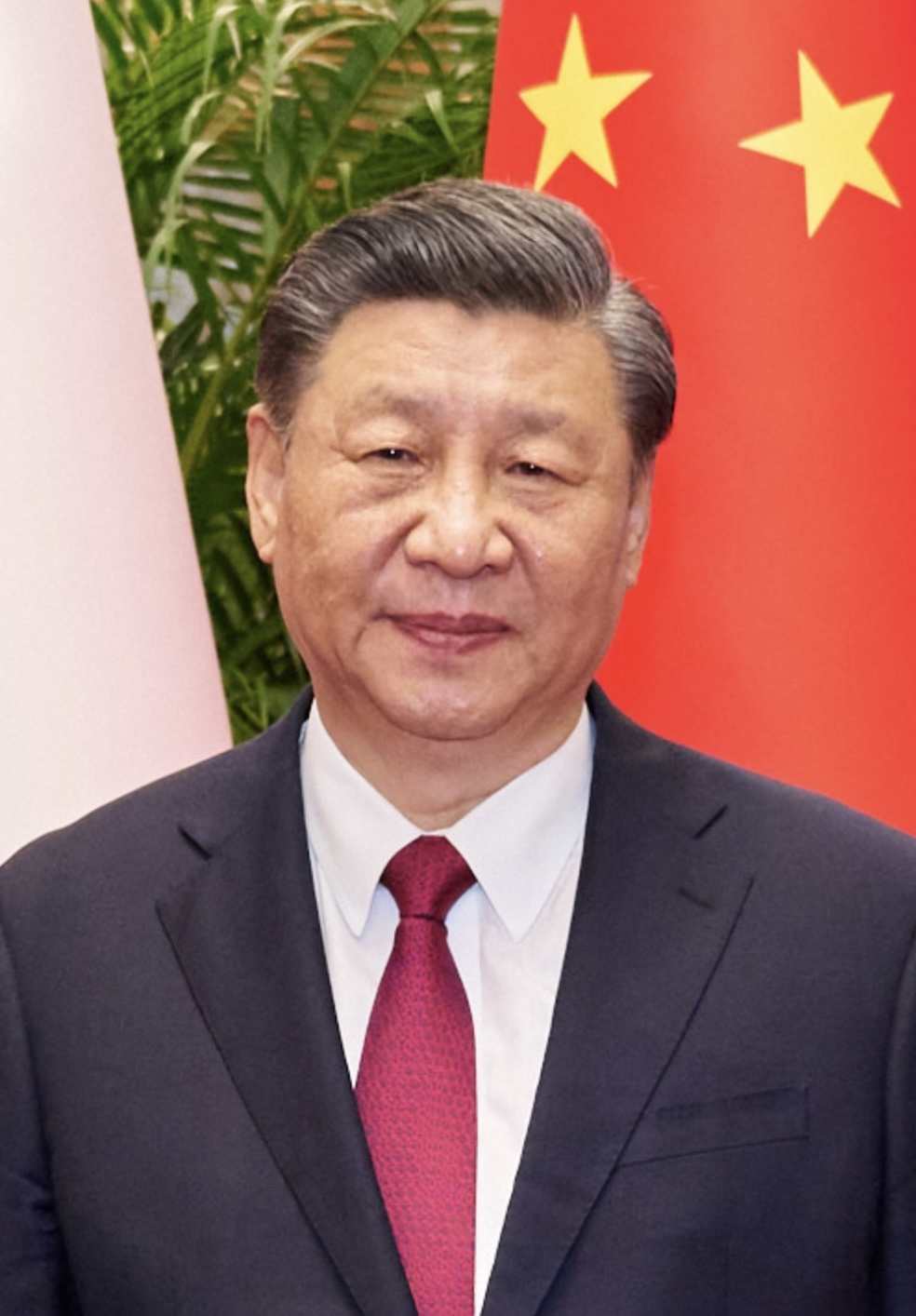
習近平総書記

2022年10月現在の最高指導グループである第20期の中国共産党中央政治局常務委員は以下の通り。
1. 習近平 - 序列第1位 中国共産党総書記（最高指導者の役職）、国家主席、中央軍事委員会主席
2. 李強 - 序列第2位 国務院総理（首相）
3. 趙楽際 - 序列第3位 全人代委員長（国会議長）
4. 王滬寧 - 序列第4位 全国政協主席（統一戦線議長）
5. 蔡奇 - 序列第5位 中央書記処書記、党中央弁公庁主任（党幹事長）
6. 丁薛祥 - 序列第6位 国務院副総理（副首相）
7. 李希 - 序列第7位 中央規律検査委員会書記（党紀委員会委員長）

### 一国二制度

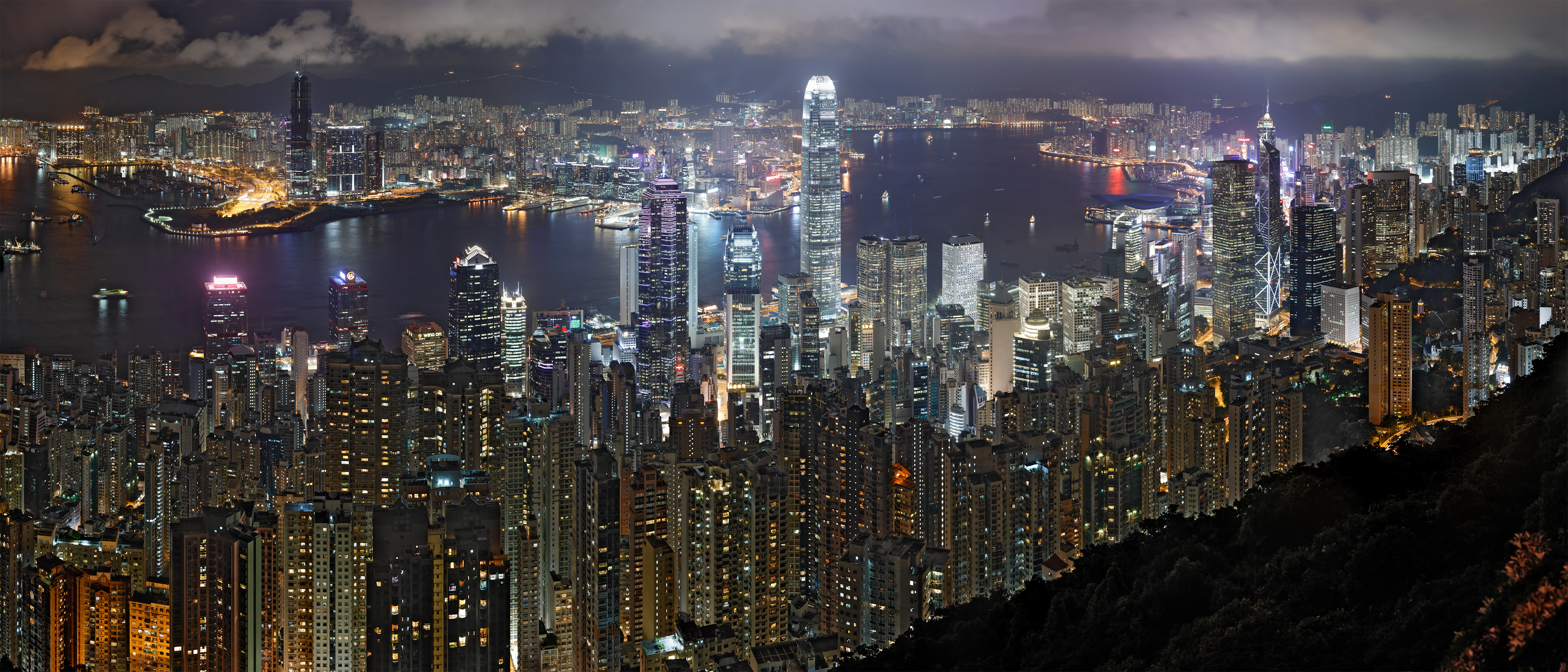
中国の国際金融中心香港

1997年にイギリス統治から返還された香港、1999年にポルトガル統治から返還されたマカオは、一国二制度（一国両制）の下、特別行政区として高度な自治権を有する。香港基本法により、高度な自治、独自の行政、経済および法制度を持ち、本土の法律は一部を除いて適用されない。間接選挙であるが、行政長官選挙が行われ、立法会では一部議員を直接選挙で選出している。さらに、参加資格を主権国家に限定していない国際組織への加盟や国際会議への参加も可能。

## 国際関係

中華人民共和国の外交関係一覧図。緑色で塗られた諸国は中華人民共和国と国交を有し、赤色で塗られた諸国とは国交を有していない。黄土色で塗られた地域は係争地。

### 概要
中華人民共和国の国際関係において特筆すべきことは、同国政府が中華民国政府と同時に自らを「『中国』の正統な政府」であると主張している点である。
中華人民共和国は、冷戦構造の下、建国当初は完全に東側陣営に組み込まれていた（向ソ一辺倒）。しかし、1956年のスターリン批判後の中ソ対立で決裂した。1968年のプラハの春におけるソ連の軍事介入を「社会帝国主義」と批判し、同じく共産圏でソ連と距離を取るルーマニアやユーゴスラビア、北朝鮮、アルバニアなどとの関係を深めた。このころの中華人民共和国は、アジア・アフリカ会議や非同盟運動に関わるなど第三世界と連携しており、人民戦争理論など第三世界の左派に与えた影響は大きい。
東側諸国や第三世界の支持も集めた国際連合総会に於けるアルバニア決議によって国連安保理の常任理事国となって中華民国を国連から追放し、さらにアルバニア決議に反対した日米にも接近して1972年のニクソン大統領の中国訪問と日中共同声明採択によってアメリカ合衆国と日本を始めとする西側諸国との関係の回復を果たした。
また、3つの世界論を掲げて冷戦下における西側諸国と東側諸国との微妙なバランスをとりつつ、「中国を代表する正当な政府は中華民国ではなく、中華人民共和国である」とする一つの中国政策を東側だけでなく、西側諸国の多くに確認させることも成功を収めた。
1978年から始まる改革開放路線以降、経済面での資本主義諸国との関係も強め、2001年には世界貿易機関（WTO）にも加盟した。冷戦終結後は北大西洋条約機構に対抗してロシア、中央アジア諸国と連携を強化し（上海協力機構、SCO）、また、東南アジア諸国ともASEAN自由貿易地域でFTAを締結、かつては戦火を交えた大韓民国やさらには中華民国ともFTAを締結するなど、経済活動を絡めた積極的な地域外交を展開している。韓国とともに同じASEAN+3でもある日本に対しては胡錦涛政権は、対日新思考を打ち出した。
区分としては開発途上国に含まれるため、国際会議などで「開発途上国の代表」と表現されることはあるも、G77では中華人民共和国はG77の支持国を自任してるため、公式声明や国連の決議文書などでGroup 77 and China（G77プラス中国）を使用してきた。また、開発途上国であることを理由に、日本などの先進国から長年に渡り膨大な開発援助を受けているが、一方で他のさらに貧しい国に対して、国際的影響力を確保することを目的として開発援助を行っている。例えば、アフリカ連合本部は中国政府の全額負担で建設された。
急速な経済成長を遂げ、中国人民解放軍の軍備拡張を続ける中華人民共和国に対して、周辺諸国やアメリカは警戒感を持ち（中国脅威論）、また、人権問題・両岸問題・国境問題など、中華人民共和国の国際関係は緊張をはらむ。

### 中国に対するグローバルな認識
| 調査対象国     | 肯定 | 否定 | どちらでもない | 肯定-否定 |
| -------------- | ---- | ---- | -------------- | --------- |
| 日本           | 9%   | 86%  | 5              | -77       |
| スウェーデン   | 14%  | 85%  | 1              | -71       |
| オーストラリア | 15%  | 81%  | 4              | -66       |
| デンマーク     | 22%  | 75%  | 3              | -53       |
| イギリス       | 22%  | 74%  | 4              | -52       |
| アメリカ       | 22%  | 73%  | 5              | -51       |
| 韓国           | 24%  | 75%  | 1              | -51       |
| カナダ         | 23%  | 73%  | 4              | -50       |
| オランダ       | 25%  | 73%  | 2              | -48       |
| ベルギー       | 24%  | 71%  | 5              | -47       |
| ドイツ         | 25%  | 71%  | 4              | -46       |
| フランス       | 26%  | 70%  | 4              | -44       |
| スペイン       | 36%  | 63%  | 1              | -27       |
| イタリア       | 38%  | 62%  | 0              | -24       |

| 調査対象国     | 肯定 | 否定 | 肯定-否定 |
| -------------- | ---- | ---- | --------- |
| スペイン       | 15%  | 68%  | –53       |
| アメリカ       | 22%  | 70%  | –48       |
| インド         | 19%  | 60%  | –41       |
| トルコ         | 29%  | 54%  | –25       |
| フランス       | 35%  | 60%  | –25       |
| インドネシア   | 28%  | 50%  | –22       |
| イギリス       | 37%  | 58%  | –21       |
| ドイツ         | 20%  | 35%  | –15       |
| カナダ         | 37%  | 51%  | –14       |
| オーストラリア | 46%  | 47%  | –1        |
| ブラジル       | 45%  | 38%  | 7         |
| ギリシャ       | 37%  | 25%  | 12        |
| ペルー         | 49%  | 34%  | 15        |
| ロシア         | 44%  | 23%  | 21        |
| メキシコ       | 55%  | 26%  | 29        |
| ケニア         | 63%  | 27%  | 36        |
| パキスタン     | 63%  | 12%  | 51        |
| ナイジェリア   | 83%  | 9%   | 74        |
| 中国           | 88%  | 10%  | 78        |

| 調査対象国     | 肯定 | 否定 | 肯定-否定 |
| -------------- | ---- | ---- | --------- |
| チェコ         | 25%  | 69%  | –44       |
| フランス       | 21%  | 63%  | –42       |
| ルクセンブルク | 24%  | 61%  | –37       |
| ドイツ         | 26%  | 61%  | –35       |
| スウェーデン   | 31%  | 64%  | –33       |
| イタリア       | 29%  | 60%  | –31       |
| スペイン       | 29%  | 59%  | –30       |
| オランダ       | 32%  | 60%  | –28       |
| デンマーク     | 32%  | 59%  | –27       |
| ベルギー       | 34%  | 61%  | –27       |
| オーストリア   | 34%  | 57%  | –23       |
| フィンランド   | 36%  | 55%  | –19       |
| マルタ         | 30%  | 47%  | –17       |
| スロベニア     | 41%  | 53%  | –12       |
| ポーランド     | 37%  | 48%  | –11       |
| ハンガリー     | 40%  | 50%  | –10       |
| ポルトガル     | 36%  | 45%  | –9        |
| スロバキア     | 36%  | 44%  | –8        |
| アイルランド   | 39%  | 47%  | –8        |
| ギリシャ       | 45%  | 49%  | –4        |
| イギリス       | 39%  | 41%  | –2        |
| エストニア     | 43%  | 35%  | 8         |
| リトアニア     | 49%  | 36%  | 13        |
| クロアチア     | 54%  | 39%  | 15        |
| ブルガリア     | 47%  | 31%  | 16        |
| ルーマニア     | 56%  | 34%  | 22        |
| ラトビア       | 51%  | 29%  | 22        |
| キプロス       | 58%  | 27%  | 31        |

BBCワールドサービスやピュー・リサーチ・センターやユーロバロメーターが定期的に実施している世界各国を対象とした対他国感情に関する調査によれば、調査対象国における対中・対中国人感情は否定的な回答を示しており、中国は、世界に対して悪影響を与えていると評価されている。なかでも人権意識が強い欧米諸国は、チベット問題やウイグル問題や香港問題の影響から、中国に対する悪感情が形成されており、中国を否定的にとらえる回答が多い傾向にある。さらに、2020年にパンデミックとなった新型コロナウイルス感染症が主要因となり、中華人民共和国国家安全部のシンクタンクである現代国際関係研究院は、反中感情が天安門事件以来の高まりとなっていると結論づけており、アメリカ合衆国、カナダ、オーストラリア、欧州連合などの欧米諸国に限らず、係争地域で死者の出る衝突が起きたインド、韓国、日本、南シナ海問題を抱える東南アジア諸国連合関係国などのアジア諸国を含む国際社会での反中感情は過去最悪になっているとしている。
2020年にシンガポールのシンクタンクであるISEASユソフ・イサーク研究所がASEAN諸国の政府高官、学者、専門家など1300人を対象に実施した調査によると、ASEAN諸国では中国の政治・経済的影響力への警戒感が広がっており、中国に不信感があるという割合は、2019年の52%弱から2020年には60%強に上昇し、また40%近くが「中国は現状の秩序を打ち壊そうとする勢力で、東南アジアを自らの影響圏に入れようとしている」との認識を示した。ISEASユソフ・イサーク研究所は、「中国の著しい影響力に対する地域懸念は、強大なパワーの使い方に不透明感があるからだ」とし、中国の台頭が平和的ではないとの懸念を高めていると指摘しており、特に中国に対する不信感は、南シナ海問題で中国と争っているベトナムとフィリピンで際立っている。
2021年5月、習近平総書記（最高指導者）は「自信を示すだけでなく謙虚で、信頼され、愛され、尊敬される中国のイメージづくりに努力しなければいけない」と語り、外国から「愛される中国のイメージづくり」を指示し、中国共産党が組織的に取り組み、予算を増やし、「知中的、親中的な国際世論の拡大」を実現するよう対外情報発信の強化を図るよう訴えた。これは近年の中国外交は批判に対して攻撃的に反論する戦狼外交を展開してきたが、戦狼外交は中国内では支持を得ているが、国際社会では反中感情を高めており、高圧的な対外発信で中国の好感度が下がっていることへの反省があるとみられる。

### インド、パキスタン
インドとはバンドン会議などで成立当初関わってきた。しかし1955年に中国が独立していたチベットを併合。ダライ・ラマ14世がインドへ亡命するなど、印中関係は悪化した。またインドとパキスタンの係争地であるカシミールへ中国は介入を行い、インドとの関係は険悪した。その後も印中は衝突などがおこる。中国はインド洋を一帯一路のもと影響下におこうとしている。そのため、インドは日米豪と連携しQuadを結成している。
一方パキスタンは、ニクソン大統領の中国訪問を仲介した経緯などもあり関係が良好であり、近年はパキスタンが背後にいるとされているアフガニスタンのターリバーンへの影響を強めている。

### アメリカ合衆国
中国はアメリカ合衆国を最大の諜報活動の対象としているとみられ、国家安全省の他に中国共産党や中国人民解放軍、国有企業もその活動に加わることがある。アメリカ合衆国政府の国家情報会議のジョエル・ブレナー（Joel F. Brenner）専門官は「米国を標的として活動する140カ国ほどの諜報機関でも、中国が最も活発」と述べた。また中国のスパイ活動研究の権威として知られるデービッド・ワイズは、軍事面でも超大国を目指す中国は、アメリカ合衆国を追い越すために、軍事機密を標的にしていると指摘し、近年ではF-35戦闘機の機密や核弾頭の軽量化技術を奪取したと述べた。また、2005年7月、中国人民解放軍の朱成虎少将は「米国が台湾海峡での武力紛争に介入し中国を攻撃した場合、中国は対米核攻撃に踏み切る用意がある」と発言した。
2015年5月、中国が南沙諸島で建設中の人工島を米偵察機が偵察した。この事件をめぐって、両国は2001年4月に米中両軍機が南シナ海上空で衝突して以来の緊張状態となった。アメリカ合衆国政府は、スプラトリー諸島（南沙諸島）の12海里以内に米軍機を進入させる可能性を表明しており、中国外務省は「言動を慎むよう求める。私たちは関係地域に対する監視を密にし、必要に応じて適切な措置を取る」と反発した。なお、7月末にマレーシア航空370便墜落事故の残骸の一部が発見された。
以前はパナマは台湾と外交関係があり中国とは国交がなかったが、中国は、アメリカ合衆国の「裏庭」ともいわれるカリブ海に出ることを念頭に国交を樹立し、パナマ最大のマルゲリータ島港を99年租借する契約を交わした。
トランプ政権後期ごろから米中関係が本格的に悪化しはじめ、アメリカの対中姿勢の硬化は後任のバイデン政権にも引き継がれ、2021年3月にバイデン大統領は米中関係を「21世紀における民主主義と専制主義の闘い」と定義づけた。

### 台湾（中華民国）
「両岸」とは台湾海峡を挟んだ中国本土と台湾の海岸を指しており、そこから「両岸関係」は台湾を実効支配する中華民国と中華人民共和国との関係を指す言葉となっている（二つの中国）。
1946年から激化した第二次国共内戦に勝利した中国共産党が1949年に中華人民共和国を中国大陸に建国、同年中に中華民国政府は、1945年の日本の降伏に伴い接収していた台湾に移った。それ以来、中華人民共和国は中華民国と「中国における正統政府」の座を巡って対立し、両国共に互いの統治する地域の支配権を主張して譲らなかった（台湾問題）。
国共内戦の延長で1954年に「台湾解放宣言」 を出し、第一次台湾海峡危機（1954年 - 1955年）と金門砲戦（1958年 - 1979年）を起こしたが武力による台湾占領には至らなかった。
中華人民共和国政府は国際連合における「中国」代表権を求めて諸外国に外交的に働きかけた他、「中華民国政府が実効統治している台湾は中華人民共和国の領土」と見なして領有権を主張し、「台湾解放」の名の元に金門島への砲撃を度々行った。その後、冷戦下におけるアメリカとソ連の間の対立や、ソ連と中華人民共和国の対立の激化などの政治バランスの変化に伴い、中華民国が国連の「中国」代表権を喪失して国際的に孤立し、中華人民共和国も改革・開放を推進するようになると、中華人民共和国政府は「一国二制度」といった統一の枠組みの提案や「三通政策」といった穏健的な統一政策を通じて両岸関係の改善を図った。1992年には両国政府関係者が「一国共識、各自表述（「一つの中国」を共通認識とするが、解釈はそれぞれが行う）」の統一原則を確認するまでに至った。
だが、1990年代に入ると、中華民国では李登輝中華民国総統による政治体制の民主化が進められ、それに伴い中華民国では、中華民国とは別個の「台湾」という国家を創り上げる台湾独立運動（台独運動）が活発化し始めた。このような動きに対し、中華人民共和国は総統選挙（1996年から実施）における台独派（泛緑連盟）候補者の当選阻止を目指して軍事演習で威嚇するなど強硬姿勢をとった。しかし、いずれの選挙においても阻止するには至らなかった。
このことを教訓としてか、2005年3月14日には中華人民共和国で反国家分裂法が成立した。この法律は中華人民共和国による中華民国の武力併合に法的根拠を与えることを名目とする。こうした経緯で、今日の中華民国と中華人民共和国の関係は、台湾問題として東アジア地域の不安定要素と見る見方も一部で存在する。中華民国にも「台独」に反対する「中国派」の人々（泛藍連盟）が存在している。こうした動きにおいては、中国国民党が有力な存在である。国民党党首・連戦は、2005年4月26日～5月3日にかけて中華人民共和国を訪問、共産党党首・胡錦濤と60年ぶりの国共首脳会談を実施した。
2010年に台湾との間で両岸経済協力枠組協議（ECFA）が締結されたが、海峡両岸サービス貿易協定は4年後批准を拒まれた（ひまわり学生運動）。
2010年代に入ると一つの中国による台湾問題の解決を「（自国の）核心的利益の一つ」と規定するようになり、基本的には九二共識の合意に基づいた平和的な中国統一を目指しているが、一方で中国人民解放軍の武力による台湾制圧の可能性も指摘されている。
中華民国海軍の元軍艦長で軍事評論家の呂礼詩は、中華人民共和国の習近平総書記（最高指導者）は自身のレガシーのためにも台湾統一にこだわると分析している。

### ロシア連邦
成立当初、「向ソ一辺倒」を掲げソ連とは密接な関係となり、経済支援も受けていた。しかしニキータ・フルシチョフによるスターリン批判に対し、中国は「修正主義」と強く批判した。一方ソ連は毛沢東による文化大革命などを批判。両国の関係は悪化し、中ソ国境紛争もおこる。ソビエト連邦の崩壊後にはロシアと良好な関係となる。2022年ロシアのウクライナ侵攻でロシアは欧州連合や日本などの親米に経済制裁を行われ、中露の関係は緊密化した。しかし、中国は近年中央アジアへの介入を実施しており、ロシアが警戒感を抱く可能性がある。

### 日本
日中関係史は古代からのものであるが、現在の日本国と中華人民共和国の外交は1972年9月29日の日中共同声明に始まる。その後両国は1978年8月12日、日中平和友好条約を締結した。日本国と中華人民共和国はサンフランシスコ平和条約に署名していないため日中平和友好条約が両国にとってのはじめての条約締結となる。
両岸関係がシーレーンの安否に関わる。中国産食品の安全性は輸入量と後述の環境汚染と関係して問題となる。

### 領土問題
インドとブータンを除く12カ国（ロシアなど）とは陸上国境の画定が完了しているものの、島嶼部を巡っては中国の海洋進出に伴い、領土問題を複数抱えている。
ただし日本側の見解としては、中国側による尖閣諸島の領有権主張は、中国の勝手な主張であり、日本が有効に支配しているため、領土問題自体が存在していないとしている。
- 台湾本島・澎湖諸島・金門島・馬祖島・烏坵郷・東沙諸島（中華民国）
- タイパ島・コロアネ島・コタイ島・澳門半島（澳門）
- 香港島・九龍・新界・島部（香港）
- 西沙諸島（ベトナム、中華民国）
- 南沙諸島（中華民国、フィリピン、ベトナム、マレーシア、ブルネイ）
- 尖閣諸島（日本）
- マクマホンライン（アルナーチャル・プラデーシュ州）（インド）
- カシミール（アクサイチン）（インド）
- 間島・蘇岩礁（離於島）（韓国）

## 軍事

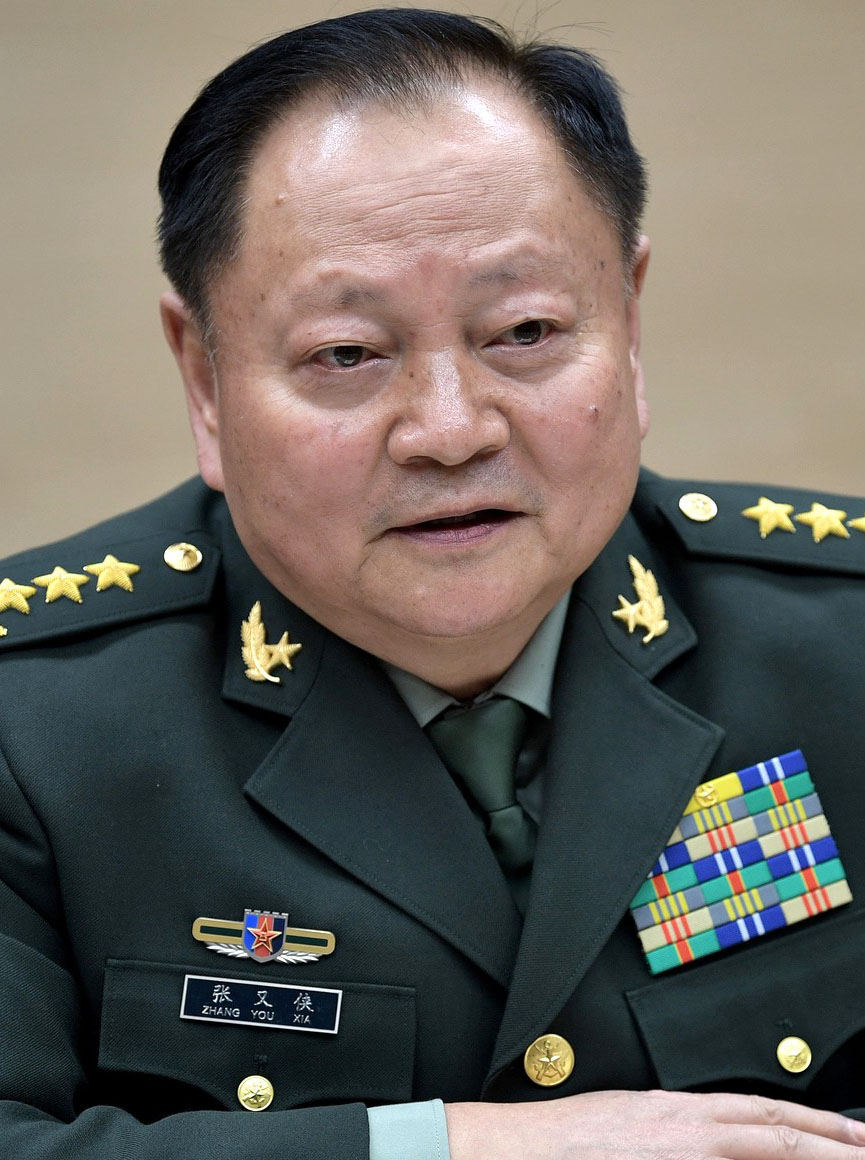
副主席: 張又侠

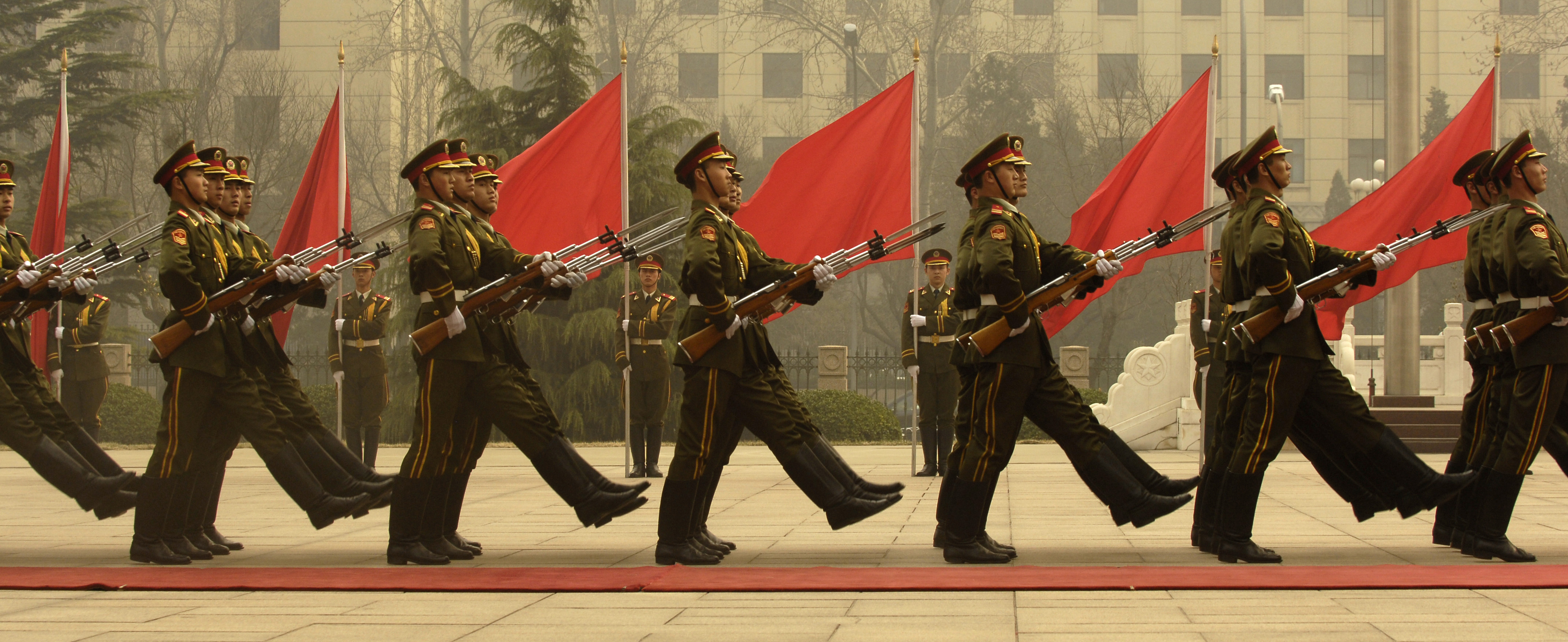
中国人民解放軍

中華人民共和国憲法によれば、形式的には、国家中央軍事委員会は中国人民解放軍（現役部隊、予備役部隊）、中国人民武装警察部隊、中国民兵など全国の武力を指導するとある。しかし現実は、中国共産党の党中央軍事委員会がほぼ国家中央軍事委員会のメンバーを兼ねており、実質的には中国共産党の指導の下、軍・警察を支配しており「中国共産党傘下の軍隊」となっている。
軍隊近代化のため、兵力20万人削減を、2015年9月3日の「中国人民抗日戦争・世界反ファシズム戦争勝利70周年記念式典」で習近平党総書記が表明し、総兵力は約150万人となった。
中華人民共和国には兵役制度が存在するが志願者で賄っている。青年らは何らかの形で武装警察、あるいは現役の正規軍に任務につき、任務後は民兵の任務に就くことが可能である。こうした準軍事組織は150万人の武装警察、600万人の民兵があり、削減された解放軍兵士の受け皿にもなっている。
- 中国人民解放軍 - 事実上、党が所有する軍隊
  - 陸軍
  - 海軍
    - 中国人民解放軍海軍陸戦隊

  - 空軍
  - ロケット軍 - 戦略ミサイル部隊兼宇宙軍
  - 戦略支援部隊
- 武装警察部隊 - 党所有の準軍事組織
- 中国民兵 - 党所有の準軍事組織

また、中華人民共和国は核兵器を保有している。
軍事費
ストックホルム国際平和研究所の統計によると、2020年の中華人民共和国の軍事費は為替レートベースで2520億ドル で、アメリカ合衆国に次いで世界で2位（世界シェア12.7%）であり、2011年比で76%増加した。
中華人民共和国の軍事費の増加をアメリカ合衆国が非難をしており、中華人民共和国は「中国の国防は防御的なものであるし、今までの歴史に他国を侵略したこともない」と覇権目的ではないと反論している。
中華人民共和国は湾岸戦争、アフガニスタン戦争、イラク戦争などで、アメリカ合衆国軍の軍事兵器や軍事システムや戦闘スタイルの革新による軍事的成果に影響されて、軍事兵器や軍事システムや戦闘スタイルの革新に力を入れている。
軍備近代化を印象付ける出来事として2007年1月18日、中華人民共和国が過去に打ち上げ廃棄処分となっていた人工衛星を弾道ミサイルによって破壊する実験を行い成功した。この実験に対しアメリカ航空宇宙局は、宇宙開発への危険性は無いものの、スペースデブリが発生するこの手の実験に関する懸念を表明した。2007年2月21日には、国際連合の宇宙空間平和利用委員会で、宇宙空間での人工衛星破壊を禁止する法案が採択された。
核先制不使用
2011年までの中国国防白書には「中国は、いつ、いかなる状況下であっても、核兵器を先制的に使用しない」と核保有国で唯一核の先制不使用を表明していたが、2013年から記述が削除された。
なお2022年、核保有5ヶ国の共同声明では「核戦争に勝者はいない。核戦争を絶対に始めてはならない」と発表、新華社通信で馬朝旭外務次官は「中国は先制不使用を掲げている」と答えている。

### 情報機関
国家安全部
中国人民解放軍
- 中国人民解放軍総政治部連絡部 - 傘下組織に中国国際友好連絡会（友連会）
- 中国人民解放軍総参謀部
  - 中国人民解放軍総参謀部第二部（総参謀部情報部） - ヒューミント系の情報活動
  - 中国人民解放軍総参謀部第三部(総参謀部技術偵察部) - シギント系の情報活動
  - 中国人民解放軍総参謀部第四部（総参謀部電子部） - ハッカー攻撃など

公安部
- 公安部一局（国内安全保衛局）
- 公安部十一局（公共信息網絡安全監察局）

網絡警察
- 網絡警察 - インターネットポリス（国家安全部と公安部の合同機関）

共産党
- 中国共産党中央対外連絡部
- 中国共産党中央統一戦線工作部
- 中国共産党中央政法委員会
- 610弁公室（中国語版）

国務院
- 新華社通信 - 国務院直属の通信社

## 地理

### 国土の外観

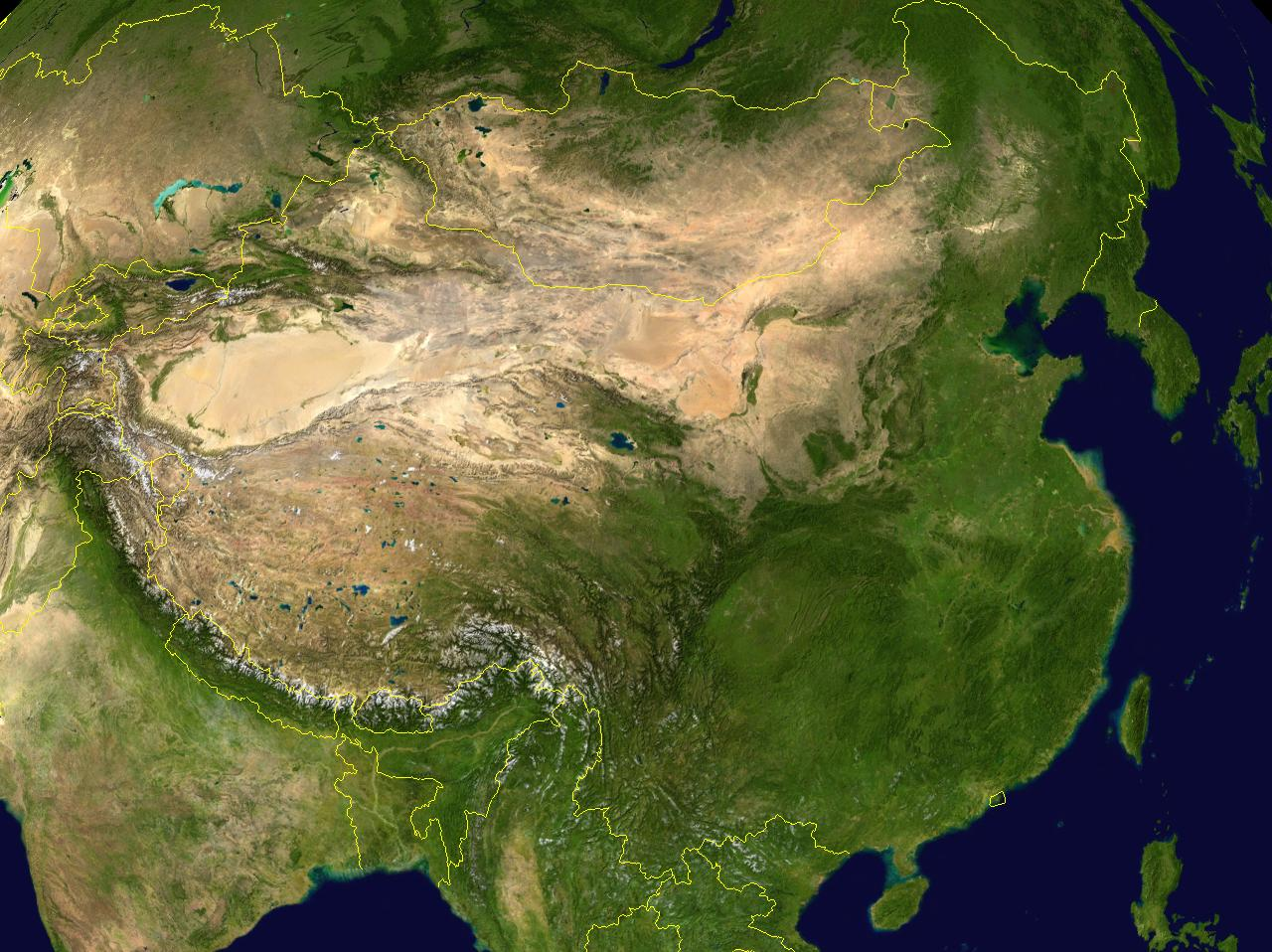
中国の地形を示す合成衛星画像

中華人民共和国はアジア大陸の東部、太平洋の西海岸に位置し、国土は963万4057平方キロメートルとロシアとカナダに次ぐ面積であり、世界第3の大きさである。領土は北は漠河以北の黒竜江（アムール川）の中軸線から、南は南沙諸島の一部まで。東は黒竜江とウスリー川の合流する地点から、西はパミール高原まで広がっている。主要河川として黄河や長江があり、それぞれ黄河文明、長江文明を育んだ自然の恵みでもある。陸地の国境線は2万2800キロメートルで、東は朝鮮民主主義人民共和国、北はモンゴル、北東はロシア、北西はカザフスタン、キルギス、タジキスタン、西と南西はアフガニスタン、パキスタン、インド、ネパール、ブータン、南はミャンマー、ラオス、ベトナムと接している。なお、インドとの間ではアルナーチャル・プラデーシュ州、アクサイチンの領有権をめぐって、国境が確定していない。
東部と東南部は韓国、日本、フィリピン、ブルネイ、マレーシア、インドネシアと海を挟んで接している。海岸線は約1万8000キロメートルで、中国大陸の東部は渤海、黄海、東シナ海に、南部は南シナ海に臨んでいる。海域には5400の島が点在する。これらの島嶼では南沙諸島や西沙諸島、台湾地区、尖閣諸島の領有権を主張しており、その一部は既に実効支配している。

### 中国地理大区

中国の地理大区

中国では、政府の行政区分を地理に基づいて大別した中国地理大区が用いられており、現行の地理大区は中国全土を東北、華北、華東、中南、西南、西北の6つに区分している。
中華民国時代には、中国本土を華北、華中と華南に区分し、熱河省以外の南満洲を「東北」、内蒙古と外蒙古、熱河省を「塞北」、チベット（アムド、カム、ウー・ツァン全域）と新疆（東トルキスタン）を「西部」に区分していた。しかし、中華人民共和国になって地域の区分が変わり、華中・華南が地理大区としては用いられなくなった。
国土の形はその形からニワトリの形と例えられている。

### チベット自治区・青海省その他のチベット東部
民国期(1912年-1949年)のチベットは、アムド地方(=青海省,甘粛省の西南部など )を抑える馬一族の回族政権、カム地方の東部（=西康省）を抑える劉文輝政権、中央チベット（＝西蔵，ウー・ツアン地方とカム地方西部）を抑えるガンデンポタンなどが割拠する状況であった。馬歩芳は人民解放軍に逐われて1949年8月に地盤の甘粛・青海を放棄し、重慶・香港経由でサウジアラビアに亡命、劉文輝は、「建国」後の1949年12月に中華人民共和国に投降した。
1950年に中国政府は人民解放軍を中央チベットに向けて派兵、チャムド戦役を経て同年中にカム地方西部を制圧、翌1951年、残るウーツァン地方も制圧、ガンデンポタンとの間にいわゆる「十七ヶ条協定」を締結（「西蔵和平解放」）、この協定のもと、ガンデンポタンは「西蔵地方政府」と位置付けられた。
この協定では、「西蔵には改革を強制しない」と規定されていたが、「西蔵」の外部（＝ガンデンポタンの管轄外）に設置された青海省・甘粛省の甘南州・四川省のガパ州（＝アムド地方）、四川省のカンゼ州・雲南省のデチェン州（＝カム地方の東部）などでは「民主改革」とよばれる土地制度をはじめとする各種の社会制度改革が1955年より開始された。世襲の領主制、一部名望家による大規模な土地所有、牧畜群所有などに対する改革は民衆の歓迎をうけたが、寺院財産に手が付けられるに及び中国統治への反感は一挙にたかまり、1956年より、アムド地方・カム地方における一斉蜂起がはじまった。この蜂起により、中国の統治機構は一時的に青海省その他のチベット東部地方各地から一掃されたが、中国人民解放軍による反撃がただちに開始され、チベット東部地方の旧指導層や民衆は、難民となって、ガンデンポタンのもとでまだ平穏をたもっていた「西蔵」に逃げ込んだ。
1959年に「農奴制革」に反発したチベット人貴族・僧侶「農奴制革」が蜂起（＝「チベット動乱」）した。しかし中国軍の強力な反撃により弾圧され、ダライ・ラマ14世は多数の元貴族と共にインドへ脱出して、亡命政府を樹立した。現在ダライ・ラマ率いるチベット亡命政府が中国共産党に対してチベットの独立を要求している。
2008年3月14日には、チベット自治区ラサで、中国政府に対する僧侶を含む多数の一般市民の抗議行動が激化し、中心部の商店街から出火、武装警察（中国人民武装警察部隊）などが鎮圧に当たり多数の死傷者が出た。チベット亡命政府によると確認されただけで死者は少なくとも80人はいると発表され、同時に世界各国の中国大使館前でも中国政府への抗議活動が繰り広げられた。
アメリカのバラク・オバマ大統領は、チベット仏教の最高指導者の一つであるダライ・ラマ14世と4回にわたって会談を行っており、2016年6月15日には中国外務省がチベットの分離独立を後押しするダライ・ラマ14世の主張に正統性を与えかねないとしてアメリカ政府を厳しく批判した。6月26日には、レディー・ガガがダライ・ラマ14世と意見交換をし、中国政府は不快感を表明した。

### 新疆ウイグル自治区
新疆ウイグル自治区（東トルキスタン）の分離・独立を目指す組織勢力が国内外に多数存在しており、アメリカで東トルキスタン亡命政府を樹立するなど活動を行っている。2009年ウイグル騒乱では、約200人の住民（新華社によると主に漢族）が殺害された。ウイグル独立団体の主張によると、2014年7月に発生した暴動でもウイグル人が大量に殺害されている 当局は情報統制を敷いており事件の真相は不明だが、当局側は59人の射殺を認めている。2015年12月1日には、政府系メディアなどが対ウイグル人政策で批判的記事を書いた外国人記者に対して個人攻撃をおこなったことについて、中国外国人記者会が深い懸念を表明した。12月26日には、この外国人記者が国外退去処分となった。
2015年7月9日、 タイ政府が中国からの保護を求めて2014年3月に入国した300人以上のウイグル人のうち約100人を中国に強制送還したことが国際問題となった。保護を求めたウイグル人は、タイやマレーシアなどを経由してトルコへ渡ることを目指しており、国連はタイ政府の対応を非難。亡命したウイグル人が多く暮らすトルコでは、イスタンブールで抗議デモが発生した。また、アメリカ政府は中国に対して「国際的な人権基準に基づいて適切に対応するよう求める」と牽制した。また、エジプトでもウイグル人の中国への強制送還が相次いでることも問題となっている。
2016年末から「職業訓練」と称してウイグル人の強制収容所を設置するようになり、衛星写真で確認できる限りでは年々収容所の規模が大きくなっている。2018年時に収容者数は89万人以上という内部データもある。2021年1月にアメリカ政府は中国のウイグル政策についてジェノサイド（大量虐殺）政策と認定した。これに続いて、カナダの下院とオランダの議会がそれぞれ、2021年2月に中国のウイグル政策をジェノサイドと認める非拘束性の動議を可決した。2021年4月にイギリスの下院はジェノサイドと認定する決議を可決した。2021年5月、リトアニア共和国議会もジェノサイドと認定する決議を可決した。2022年1月20日にはフランスの国民議会（下院）もジェノサイドと認定し、拘束性はないがフランス政府にウイグル族の救出のための行動を求める決議を出した。

## 地方行政区分
2023年現在、台湾を除き、22の省、5つの自治区、4つの直轄市、及び2つの特別行政区から成る。中国政府は地方政府独自の旗を禁止しており特別行政区の香港、マカオを除き独自の旗を持っていない。

### 省
- 安徽省
- 福建省
- 甘粛省
- 広東省
- 貴州省
- 海南省
- 河北省
- 黒竜江省
- 河南省
- 湖北省
- 湖南省
- 江蘇省
- 江西省
- 吉林省
- 遼寧省
- 青海省
- 陝西省
- 山東省
- 山西省
- 四川省
- 雲南省
- 浙江省

### 自治区
- 広西チワン族自治区
- 内モンゴル自治区
- 寧夏回族自治区
- 新疆ウイグル自治区
- チベット自治区

### 直轄市
- 北京市
- 重慶市
- 上海市
- 天津市

### 特別行政区

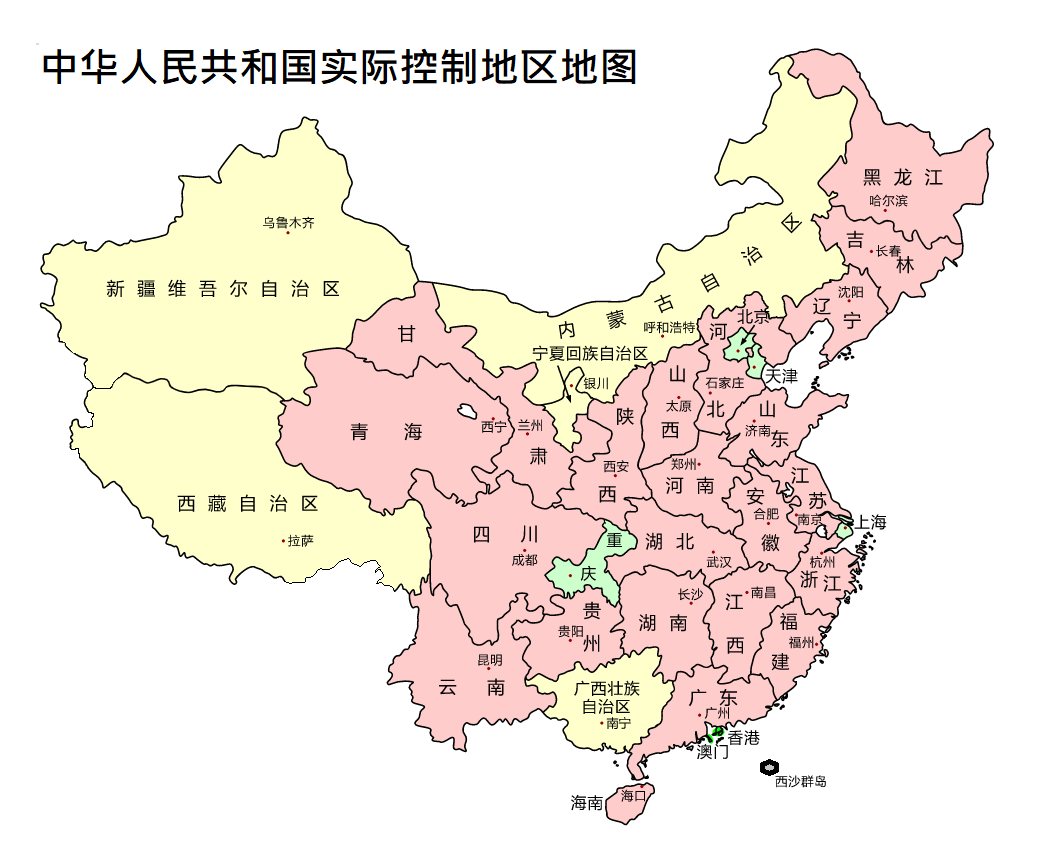
中華人民共和国の実際の支配地域の地図

- 香港特別行政区
- マカオ特別行政区

## 経済
|                                                                                    |
| IMFのデータに基づく、2012年時点での 主要経済大国の名目GDP比較図 (単位：10億米ドル) |

世界銀行の統計によると、2018年時点での中国のGDPは13兆8948.2億ドルであり、アメリカに次ぐ世界第2位である。なお、当時世界第2位だった日本のGDPを中国が抜いたのは2010年のことである。2014年はIMF・世銀・CIAによると、購買力平価換算でアメリカを超えて世界最大のGDPとなり、2015年には購買力平価で欧州連合を超えて世界初の20兆ドル以上のGDPに達した国となった。ミリオネアは440万人、中流層は約4億人とどちらも世界最多だが世界銀行によって発展途上国に分類されている。1日2ドル以下の絶対貧困人口は改善されており2019年は551万人と6年間で10分の1以下になった。
人民元改革のとき証券化で生じた過剰流動性が、中国版シャドー・バンキング・システムと呼べるような金融系統を発達させた。そして実際の資金運用が、不動産や株式といった金融資産の市場価格を乱高下させたり、財源を中央政府に独占された自治体をして償還の目途が立たない地方債を発行させたり、福祉制度の破綻を救わずに宇宙産業や通信産業を振興したりしている。これら市場の混乱、地方債リスク、傾斜した産業構造といった社会問題は、預金を国外へ流出させたり、あるいは国外証券を買わせたりしており、国際経済に影響を出している。
人民間の経済格差は深刻であり、CEICによると2019年時点でのジニ係数は0.465となっており、アメリカや日本などを大きく上回っている。

### 改革開放政策の成果

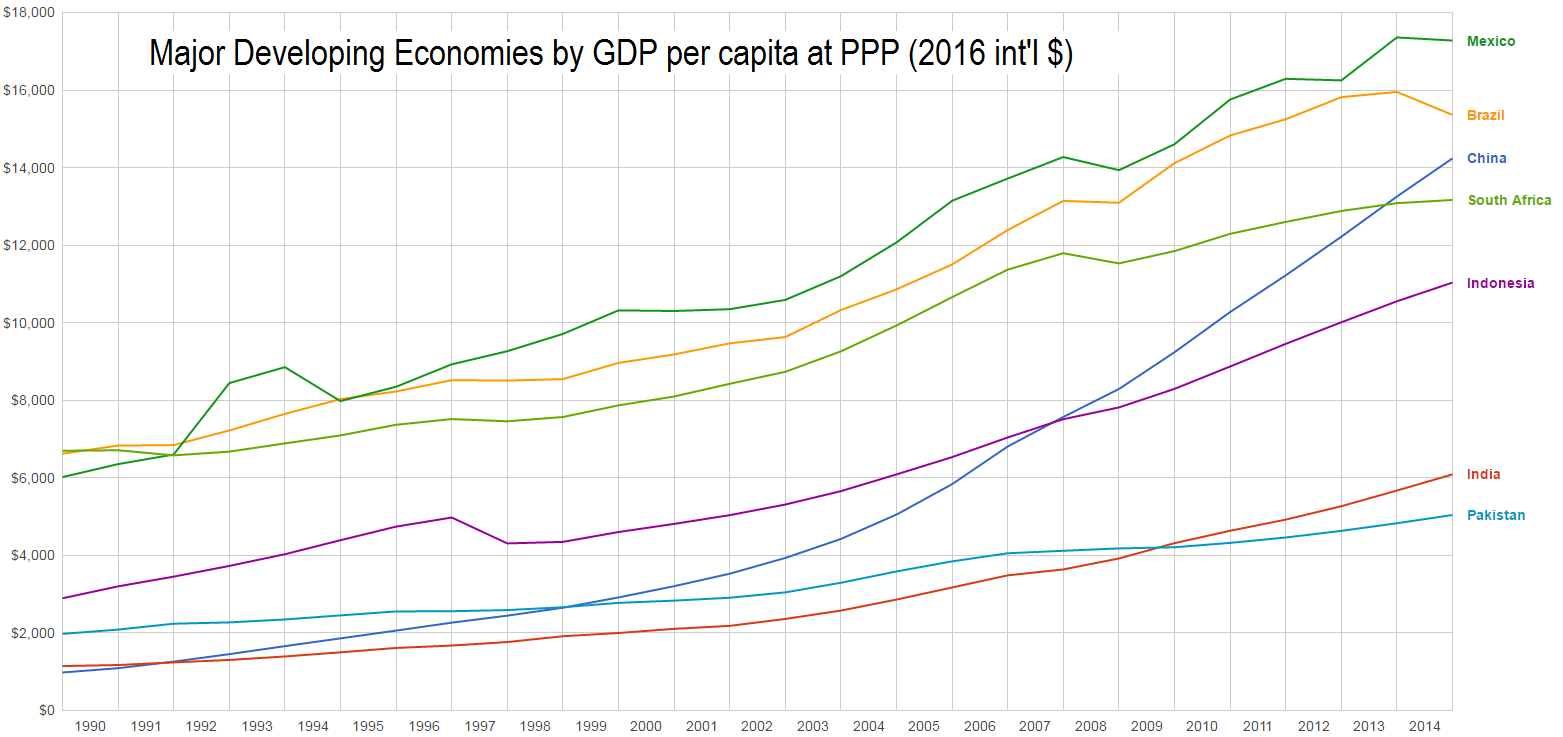
1990年から2013年までの一人当りの購買力平価GDPによる中国及び主要新興国。中国 (青) の急速な経済成長が顕著である

国家成立後、1970年代中半までの経済は大躍進政策の失敗や文化大革命によって立ち遅れていた。農業を志向した社会主義経済の非効率性も経済発展の障害となっていた。このため、鄧小平の主導によって1978年に「改革開放」政策が採用され、社会主義市場経済の導入、国営企業の民営化や不採算企業の閉鎖、人民公社の廃止と生産責任制の実施、外資導入など、経済政策の方針を、市場経済原理による資本主義体制を大幅に取り入れたものに転換した。その結果、1980年代以降の経済は経済特区を中心として長年にわたり成長を持続している。特に香港へ人材が流出し、また経済格差も広がった。それまで中国人民銀行によるモノバンク体制であった中国は、1984年に四大商業銀行体制（中国銀行・中国建設銀行・中国農業銀行・中国工商銀行）を形式上整備した。依然として国有銀行だったので、融資は中国共産党の計算で行われ、不良債権を積み上げた。これを公債市場の開放につなげるため、中央と地方の税収を分けた（中国1994年分税制改革, 2018年3月から再統合開始）。すると歳入に占める中央政府と全自治体の割合がほぼ半々になった。この比率は現在まで維持されている。そしてこの改革以降は自治体が歳出の8割以上を負担している。地方債は公認の有無に関係なく発行された。現在もそれは変わらない。
21世紀に入ると、他に経済成長の著しいブラジル、ロシア、インド、南アフリカとともに、ゴールドマン・サックスからBRICSと呼ばれた。2010年のGDP成長率は3年ぶりに2桁増の10.3%となり、日本を抜いて世界第2位の経済大国となった。

### 税制
2008年1月1日から法人税は国内企業と外資企業の基本法人税率が共に25%に統一された。国税には関税、消費税、国営企業の企業所得税などがあり、地方税は営業税、地方企業の企業所得税などがある。資源税や証券印紙税から構成される「国・地方共通税」は、国と地方で税収が75%：25%に配分される。この配分比は1994年の「分税制改革」による。
主な間接税には消費税、増値税、営業税の3種類がある。消費税は特定の嗜好品や贅沢品にのみ工場出荷時か輸入時に一度だけ品目によって3%～45%が課税され、その後の流通段階ではあらゆる商品と役務提供に対して増値税が基本税率17%が適用されて各流通段階で課税される。各流通段階ではインボイスに当たる「増値税専用領収書」によってそれまでの増値税額が控除を受けることでそれぞれの付加価値に対して課税されることになる。ただし、贅沢からは縁遠い、穀物、食用油、水道などの特定の品目への増値税には低減税率13%が適用される。営業税は交通運送業、建設業、金融保険業、郵便電気通信業、文化体育業、サービス業、不動産販売業、無形資産の譲渡に対して3%～5%、娯楽業は5%～20%の税率で営業利益から規定額が控除された額に課税されていた。
増値税は常に外税表示であり、消費税と営業税はその性質上、内税であるため、増値税が日本での消費税に相当すると理解できる。
2016年5月1日、中国政府は国内景気の下支えと産業高度化のため、減税規模5000億元（約8兆2000億円）超の減税を行った。1994年の税制改正後、モノには増値税、サービスには営業税を課してきたが、似た2つの税金が並立してわかりにくく、モノとサービスの境目が曖昧であるため、2012年から増値税を課する対象を広げてきていた。さらに2016年には増値税を課する対象に不動産、建設、サービスを加えて、営業税を廃止した。不動産にあっては、これまで営業税3パーセントの税率が増値税11パーセントにかわり、金融にあっては営業税5パーセントが増値税6パーセントにかわる。しかし、課税対象が売り上げから粗利（売上から仕入れを引いた額）にかわるため実質的な税負担は減額となる。これまで営業税は生産、流通、販売の各段階で売り上げに課税され、取引回数が多いほど税負担が重くなり、外部取引より社内調達の方が有利になり、分業化や専門化を妨げていた。増値税は仕入れの税負担が控除されるため、外部の専門業者による高度なサービスを利用することを促し、製造業の専門化などにつながる。
香港は一国二制度が継続されており、基本的には返還以前の税制が維持されて中国本土側の税制とは異なっている。

### 経済統計の正確性
中国が発表する経済統計に対する疑義が海外では多い。
2007年
遼寧省の共産党委員会書記を務める李克強（後の首相）は、GDP統計は参考用に過ぎず、電力消費、鉄道貨物量、銀行融資の3指標で経済成長の速度を判断していると述べた。
2012年
統計局の馬建堂局長は2月、省・自治区・直轄市が前年公式に発表したGDPを合計すると、国のGDPを約10%上回ると述べた。
2019年
ブルッキングス研究所が3月7日に公表した研究論文によれば、中国の経済規模は政府の公式発表より約16%大きく、2008年から2016年までの9年間の実質成長率は年平均で2%近く水増しされている。
2022年
人工衛星を通じて入手した夜のライト量から測定した結果、中国のGDPは政府発表の6割でしかないというシカゴ大学の研究結果をタイム誌は発表した。
2024年
中国の著名エコノミスト、高善文は「中国の経済成長率は公式データよりも低く、5%前後とされる2023年～24年の成長率に対しても実際は平均2%程度で、この推測が正しければ今後の3～5年は3～4%程度の成長を期待するのが妥当だが、公式の数値は常に5%前後となるだろう」と話した。その後、この発言に激怒した習近平国家主席は高を処分した。
ロジウムグループは2024年の中国の成長率は2.4%～2.8%の間にとどまったとする推計を12月31日に報告し、ロジウムのパートナー、ローカル・ライトは「中国が実際に5%の成長を遂げてれば、過剰生産能力は差し迫った問題になってないはずだ」と述べた。
2025年
コーネル大学教授で、国際通貨基金の元中国担当ディレクターであるエスワール・プラサドは「弱い内需、継続的なデフレ圧力、不動産・株式市場の低迷に直面し続ける中、2024年の成長率が政府目標の5%とぴったり一致した事は疑わしく思える」と述べた。

## 交通

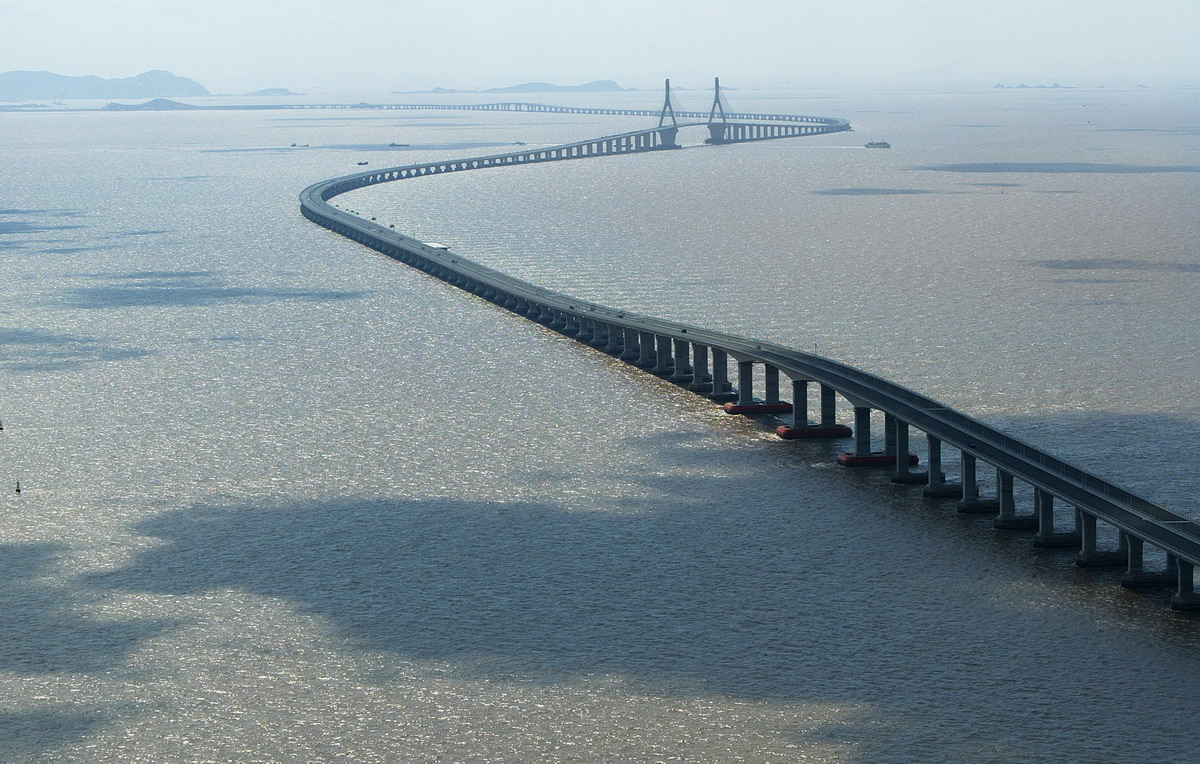
東海大橋は、世界で最も長い橋の1つに数え上げられている。
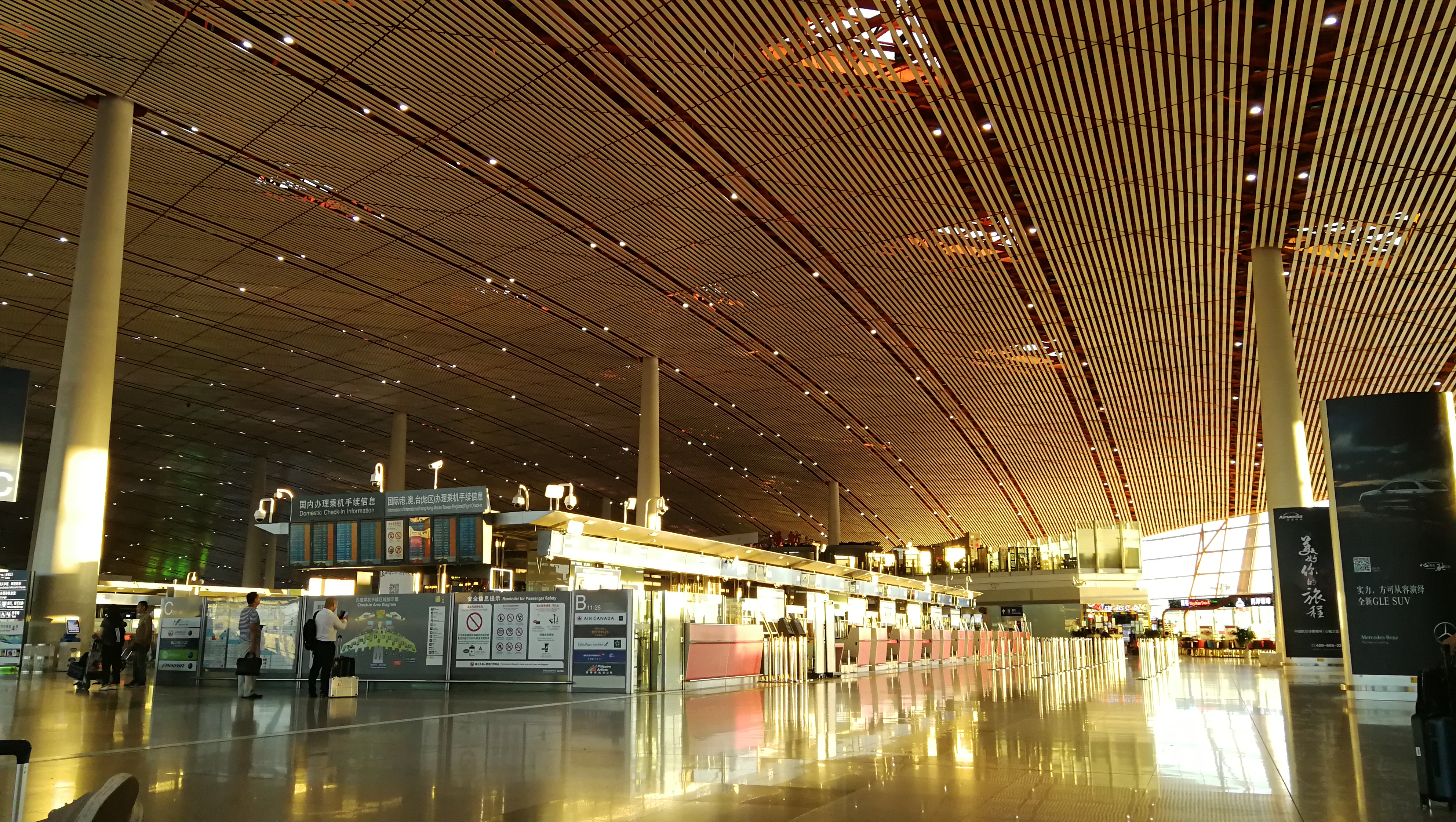
北京首都国際空港は、アジア地域で最も利用者が多い国際空港の1つとして知られている。

中国における交通機関は運河と海路を長大な歴史に亘って活用し発展してきた。近年、中国の交通は大きな成長と拡大を遂げており、国道は経済格差を反映し東部で密に整備されている。高速道路においては2003年から整備が進んでいる。
また、同国は最近までインフラ整備の不足にもかかわらず経済成長を遂げることが出来た国家としても知られており、2025年現在も、交通インフラの大規模な範囲での更新の真っ只中にある。

## 科学技術

### 宇宙開発

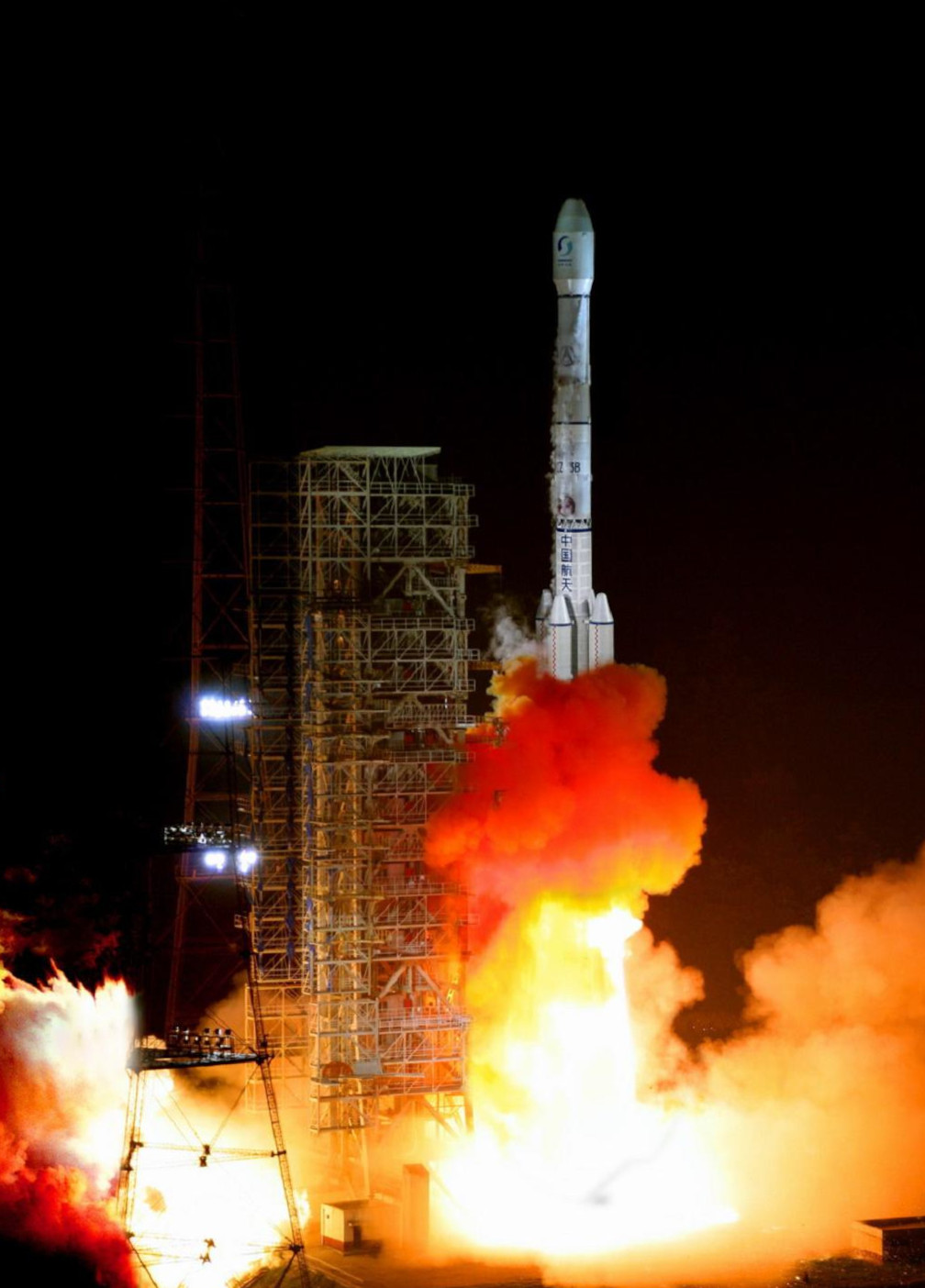
長征3Bロケット発射の様子

1970年代以降から活発に長征ロケットシリーズを開発していたが、その後の開発は順調に進み、2003年には有人宇宙船神舟5号によって楊利偉中佐を乗せ、初の有人宇宙飛行を行った。2008年の神舟7号では3人の宇宙飛行士を乗せて、ソ連、アメリカに続いて世界で三番目、中国としては初の宇宙空間での船外作業（飛行士1名）を行った。
今後の動向として、月面探査プロジェクト「嫦娥計画」や、2020年の宇宙ステーション計画などがある。
現在中国は自力で宇宙開発技術を向上させている。
成果は中国における携帯電話サービスが充実したことに現れている。
日本の国立研究開発法人宇宙航空研究開発機構では、中国の宇宙開発を「国家の経済発展と国民の生活水準向上に貢献することを主要な目的とする実益重視型」と評価している。

## 国民

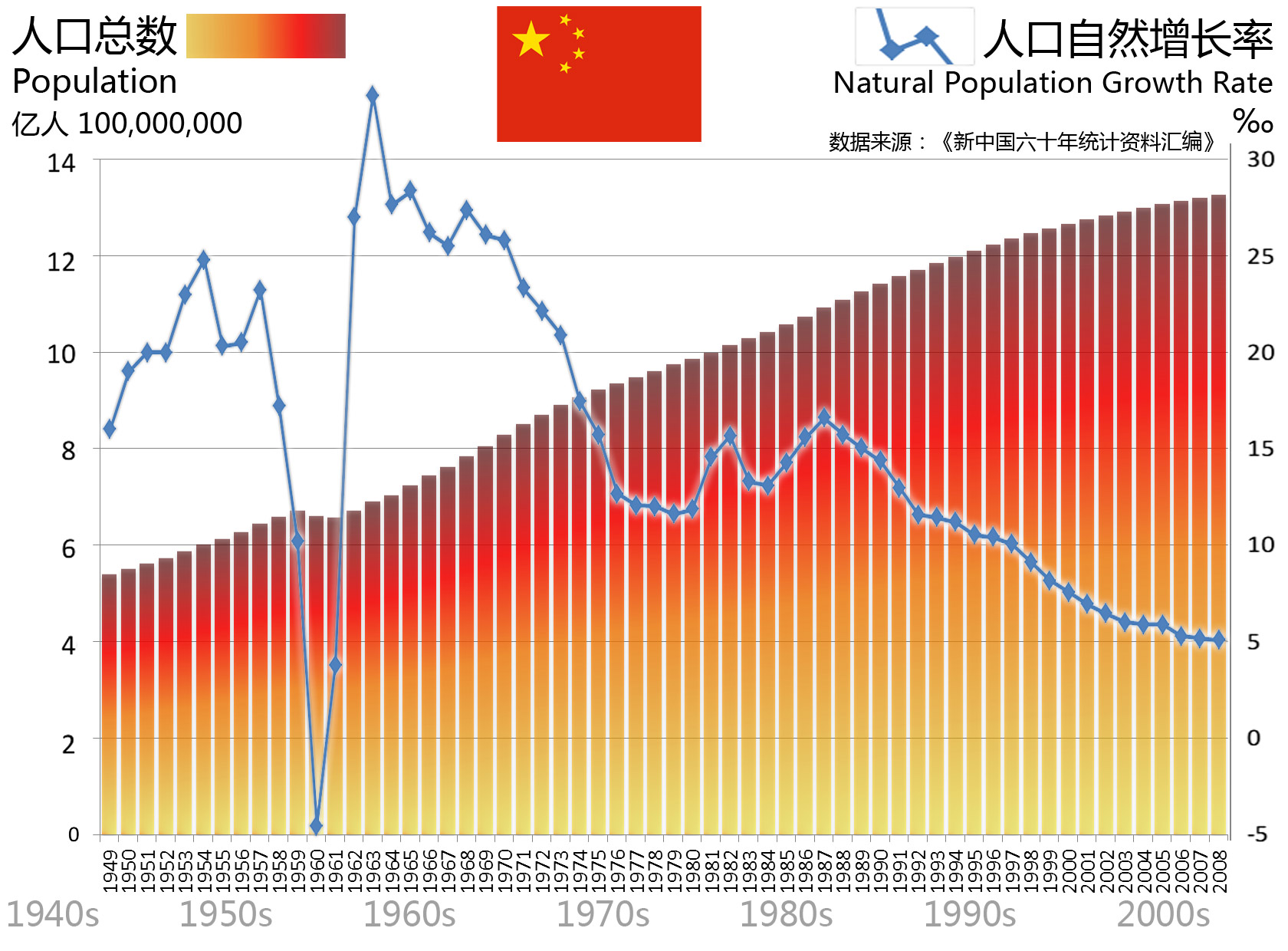
1949年から2008年の中国の人口

### 民族
最大の民族集団は漢族で人口の92%を占め、その他の55の少数民族が残りの8%を占める。少数民族のなかではチワン族（1,610万人）、満洲族（1,000万人）、回族（980万人）、ミャオ族（890万人）、ウイグル族（830万人）、イ族（770万人）、モンゴル族（580万人）、チベット族（540万人）、プイ族（300万人）、朝鮮族（190万人）が比較的大きな民族集団である。中華人民共和国では漢族だけでなく、これらの中華人民共和国国内に居住する少数民族を含む全ての民族を「中華民族」と規定し、中華民族は一体であるという意味合いを持たせている。
中華人民共和国の民族の分類は、中華人民共和国政府が実施する「民族識別工作」によって決定される。また、「未識別民族」も存在している。

### 人口
中華人民共和国中央政府の成立後、急激な人口増加が進んだことにより、食糧問題、エネルギー問題などが発生した。人口増加に危機感を抱いた政府は、対策として1979年から一人っ子政策を実施し、出生率の統制による人口抑制を展開した結果、人口増加率は低下した。
しかし一方で、戸籍上は子供を一人しか持たないようにするため、出産しても届出を行わないことによって黒孩子（ヘイハイズ）と呼ばれる戸籍を持たない子供が激増したり、貧乏な農家の子供たちが人身売買のバイヤー経由で裕福な家庭に売られるなど、新たな問題が発生した。また、統計上では総人口は約14億人(2025年)であるが、黒孩子や盲民と言われる浮浪民の存在のため、潜在的な人口は15億人を超えているともいわれる。
急激な出産制限は全人口に占める若年層の割合を低下させた。そのため、少子高齢化が問題になると指摘されている。その状況に対し、政府は2015年に行った第18期5中全会で、一人っ子政策を廃止し、二人っ子政策に移行。2021年には3人までに緩和された。
また、中華人民共和国の人口統計は、1990年代から正確性に疑問があり、大幅に水増しされているという研究がある。ウィスコンシン大学マディソン校の人口学者である易富賢は、2018年時点で、中華人民共和国は、出生数が死亡数を下回る人口減少時代に入ったという研究を発表している。易の研究によれば、2018年、中華人民共和国の出生数は前年より250万人減少し、死者数は1158万人で、総人口は127万人減少しているという。北京大学の蘇剣の研究では、中華人民共和国の人口は13億を超えておらず、2017年の12億8130万人をピークに減少しているという。また、2018年の出生数は、国家統計局発表の1523万人に対し、国家衛生健康委員会の年鑑では1362万人と、公式な統計でも、調査機関によって差がある。
国家統計局によれば2021年末の14億1260万人が人口のピークで、国際連合では2023年にインドの人口増加によって2位に後退すると報告されている。
中華人民共和国史学者の朴漢濟（ソウル大学）は、中華人民共和国の人口は公式統計では13億人であるが、実際は17億人であり、世界人口（約70億人）の4人に1人が中華人民共和国人であると指摘している。一方、ウィスコンシン大学の易富賢は、2018年から中国の人口は減少し始め、2020年時点で12億8000万人ほどであり、1億3000万人の水増しがあるという研究を発表している。更に、ハッキング情報などから「本当は10億人だった説」などもあるともされる。
2023年1月17日、中華人民共和国国家統計局は、2022年末の中華人民共和国の総人口は21年末比85万人減の14億1175万人だったと発表した。中華人民共和国では過去に人口が減ったのは、60年と61年の2度だけ。急速に少子高齢化が進んでおり、人口減少が始まったとみられる。
2023年の出生数は902万人と建国後過去最少となった。

#### 農民工
国内では、沿岸部など経済発展の著しい地域と、内陸部の発展に取り残された地域との経済格差が拡大しているため、沿岸の都市部に出稼ぎするために流入する農民（民工）が増え、その数は2021年時点で2億9251万人。2021年の農民工の平均月収は4432元（約8万6867円）である。

### 言語
中国北部を中心に話される中国語北方方言の北京語を基礎に若干の改訂を加えた普通話を標準語としている。中国語は地域による違いが大きく、とりわけ呉語、粤語、閩語といった南方の諸方言は別言語と見なせるほど北方方言とかけ離れており、標準語を理解しない者も多かった。しかし、建国以来の教育および放送などの普及により2020年時点で標準語の普及率は8割ほどに上昇した。
イギリスの植民地であった香港では、普通話と共に広東語（粤語の一種）および英語も公用語となっている。香港では1990年代初頭ごろまでは大陸からの移住者を除いて北京語のできる者はほとんどおらず、1997年の主権返還から徐々に普及し、現在も普通話を話せるのは人口の半分ほどである。ポルトガルの植民地であったマカオも同様に、普通話と広東語に加えてポルトガル語も公用語となっている。
中国語のほか、チベット語（チベット族）やウイグル語（ウイグル族）、チワン語（チワン族）など、少数民族固有の言語も多数存在するが、公用語は中国語である。政府は少数民族の言語を尊重する姿勢を示しているが、中学校以上の高等教育は原則として中国語のみが教授言語とされ、ウイグル族に対しては子供を漢民族地域に居住させて中国語教育を行うなど、中国語を普及させる政策を取っている。

### 教育

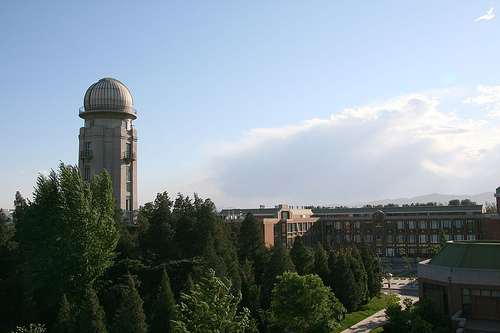
中国において一流大学のうちの1つである北京市の清華大学

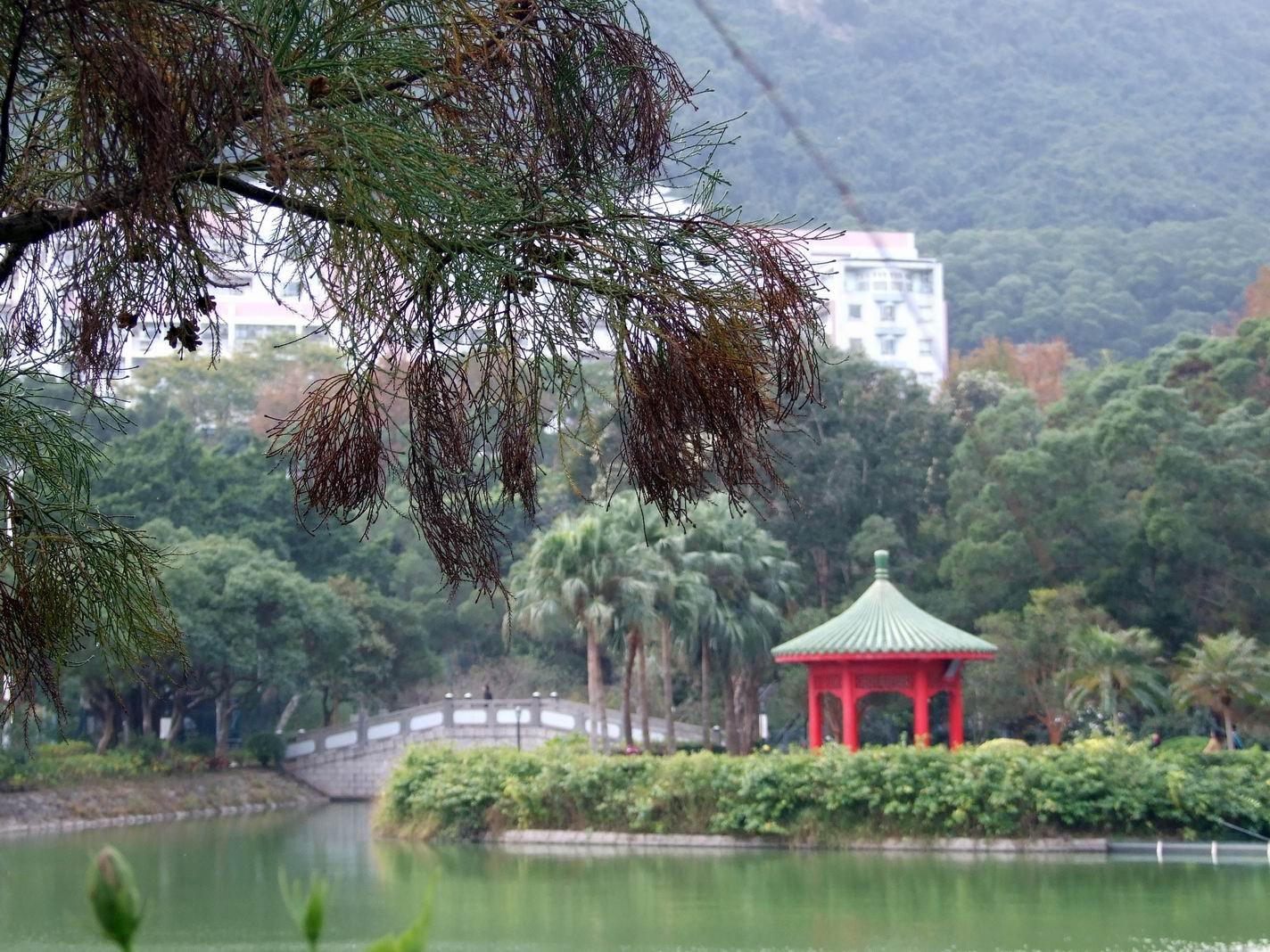
香港特区の香港中文大学

義務教育期間は9年間で、一般に小学6年と日本の中学校に当たる初級中学（初中）3年（地域によって小学5年・初級中学4年）からなる。高等学校に当たる高級中学（高中）は3年。学年は9月に始まる。
また、2006年6月から陝西省呉起県で十二年義務教育（小学校から高校三年生まで）が実施し、2007年には広東省の珠海市、深圳市でも実施しはじまった。また、2010年10月17日には福州の馬尾区をはじめとして12年義務教育を本格的に実行させ、2012年には内モンゴル自治区では12年義務教育がすでに全自治区範囲内に普及された。それ以外は陝西省のように13年義務教育を実行している地域もある。義務教育の期間は市、區によって異なっている。
高等教育に関しては、2016年時点で中国の大学進学率は42.7%に達し、過去最高を記録した。中国の学問の中心の一つとして国内外に名を知られる国家重点大学に北京大学がある。現在では、清華大学が国内のトップ大学であるとする評価が定着しており、北京大学は2番目の位置づけとなっている。清華大学は朱鎔基前総理、胡錦濤党総書記、習近平党総書記の出身校でもあり、2万5000人の学生が理学部、工学部、文学部、法学部、経済学部、経営管理学部、芸術学部などに学ぶ。中国の国内において大学に関する985工程、211工程、副部級大学、国家重点学科などコンセプトもよく使われる。
学術論文の質という点では、オランダの厳密な学術誌のメタ分析によれば、中国の学術論文において通常証拠の質が最も高いとされる系統的レビューの質は、米国と変わらない。厳密性という点では、中国も米国も、通常証拠の質が最も高いとされる系統的レビューの厳密性という点では違いはなく、どちらも学術論文の厳密性を向上させるという使命を持っている。

### 保健
2000年以来、医師へ対しての暴力が続いており、この問題は現地の医療関係者の安全に対する重大な脅威となっている。中華人民共和国衛生部の統計によると、病院及び医療従事者に対する暴力事件の数は、2005年の約10,000件から2010年には17,000件以上に増加している。現在も医師に対する暴力事件が多発しており、事態は深刻なものとなっている。

## 宗教
中国の宗教 (CGSS's average 2012)
国教は無く、九割近くの国民は無宗教で、主な宗教は仏教・キリスト教・道教・イスラム教・儒教となる。
宗教信者は総計1億人余り、宗教活動場所85,000か所、宗教団体3,000余りといわれる。欧米では国民の多くは宗教信者であるが、現在の中華人民共和国の宗教信者数の1億人余りは総人口12億人に比して非常に少ない。これは中国大陸における宗教の歴史と中国共産党政府による宗教弾圧の影響が大きい。
特に2018年ごろからは政府が「宗教の中国化」という方針を掲げるようになり、あらゆる宗教に対する国家統制を強めている。
アメリカは自国の国際宗教自由委員会の調査に基づき、信教の自由の侵害度合いが強い国であるとして独自に「特に懸念される国」に指定している。

### 道教
国民の大半を占める漢族は現世利益的である。道教は漢族固有の宗教である。信者数の統計はなく、道宮・道観（寺院）が1500余カ所、道士と道姑が2万5000余人といわれる。漢族は、複数の宗教の良いところをそれなりに信仰する傾向がある。改革開放以降、「紅白産業」と呼ばれる「冠婚葬祭業」が飛躍的に発展した。

### 仏教
仏教に関しては仏教の寺院が1万3000余カ所、僧と尼は約20万人といわれる。「漢族仏教」、「チベット仏教（ラマ教）」、「南仏教（巴利語系）」の3種類がある。「漢民族仏教」の信徒数の統計はない。「チベット仏教」の信徒数は、チベット族やモンゴル族などの900万人、ラマ僧、尼僧は約12万人、活仏は1700余人、寺院は3000余カ所。「南仏教」はタイ族などの100万人、比丘、長老は1万人近く、寺院が1600余カ所といわれる。
文化大革命の時期に徹底的な弾圧を受けたチベット仏教はかなり復興したとはいえ、まだ最盛期にはほど遠く寺院数は10分の1以下に激減している。また、現在も中華人民共和国政府によるチベット仏教への弾圧は続いており、僧院には、中華人民共和国当局の「工作隊」が駐在し、強制的に、僧や尼僧に政治的・宗教的信念の「愛国再教育」を行っている。1996年から1998年の間に、中華人民共和国当局による「厳打」キャンペーンにより約500名の僧尼が逮捕され、約1万人が僧籍を剥奪されたといわれる。2007年、中華人民共和国政府は輪廻転生を続けるとされるチベットの高僧（活仏）が転生する際、政府の許可なしの転生は認めないことを決定した（国営新華社通信）。

### 儒教
儒教は共産主義や毛沢東思想に真っ向から敵対するものとして文化大革命時に徹底弾圧され、熊十力などの新儒家の名士が自殺に追い込まれるなど徹底的に迫害され宗教としては事実上絶滅した。しかし、孔子生誕2555周年となった2004年以降、毎年9月28日に孔子の生誕を祝う祝典「孔子祭」が国家行事として執り行われ、『論語』を積極的に学校授業に取り入れるようになるなど儒教の再評価が進んでいる。また、中国政府が海外で運営する孔子学院など、孔子の名を冠した施設も存在する（但し、孔子学院は儒教の教育機関ではない）。
孔子の故郷の山東省の曲阜三孔（孔府、孔廟、孔林）の古建築群はユネスコの世界遺産に登録されている。文化大革命期に破壊された儒教関連の史跡及び施設（夫子廟など）も近年になって修復作業が急ピッチで行われている。また、2008年北京オリンピックの開会式では『論語』が取り上げられた。

### イスラム教
イスラム教は、回族、ウイグル族、カザフ族など主に少数民族の間で信仰されている。信仰者数は1,800万人、イマーム、アホン（回教布教師）が4万余人。中華人民共和国のイスラム教徒はスンナ派に属している。イスラム教は古代から中国にとり経済と切り離せない存在である。

### キリスト教
キリスト教のうち、カトリック教会は1958年から本来ローマ教皇だけに認められている主教・司祭ら聖職者任命を中国共産党傘下の中国天主教愛国会が任命することから中国政府の統制下にあるため、聖座（バチカン市国）との国交は断絶している。
プロテスタントは、信徒は約1000万人、聖職者が1万8000人おり、教会堂が1万2000カ所、簡素な宗教活動の場所（会所）が2万5000カ所ある。
中国には、上記のほか多数の地下教会信者がいるとされており、ブリタニカ国際年鑑の最新データによると、現代の中国のキリスト教徒は、当局の監督下にある国家公認教会信徒と地下教会信徒を合わせ9100-9750万人程度と記録されている。
習近平政権になって以降、キリスト教への抑圧が強まっており、2016年2月には浙江省でキリスト教教会の屋根に取り付けられた十字架を強制撤去したり、撤去に抗議する信徒を相次ぎ拘束する事件が発生した。

### ボン教
チベット地域ではボン教も広く信仰されている。ただし、現在のボン教はチベット仏教の体系を広く取り入れており、一見しただけではチベット仏教との区別がつきにくいが、マニ車を反時計回りに回すなどの相違がある。

### その他
民間信仰には、民衆道教、シャーマン・シャーマニズム的信仰、アニミズム的信仰がある。また幾つかの新宗教が存在し、2001年1月には法輪功が天安門広場で信者の集団的焼身自殺事件を起こした（天安門焼身自殺事件）。同教団は政府に邪教認定され、一切の活動を禁止された。

## 社会

### 動物福祉
すべての動物種を対象とする全国的な動物福祉法はない。1988 年の「実験動物管理規則」と 2006 年の「実験動物の適切な取り扱いに関するガイドライン」は、実験に使用される動物のみが対象となっている。したがって、中国には、すべての動物に対する虐待を禁止する法律がない状況である。家畜福祉に関しては、2001年のWTO加盟後を機に、畜産物輸出のための国際規約としての動物福祉への関心が高まり、国民の理解も進んでいる。2017年からはFAOとの共催で畜産アニマルウェルフェア会議を毎年開催している。

### 社会問題

#### 汚職問題
地方政府の役人（共産党員に限らず）の腐敗や職権の濫用が多いことが問題となっている。地方政府の対応に不満を持った農民や労働者は中央政府へ訴え出たり、場合によっては暴動を起こしたりしており、大きな社会問題となっている。また、政府高官でも汚職を行なった者に対しては死刑が適用・執行されており、2000年には成克傑（元全国人民代表大会常務副委員長）が収賄罪で、2007年には鄭篠萸（元国家食品薬品監督管理局長）が収賄罪でそれぞれ死刑が執行されている。
改革開放が進んで以降の中国ではアメリカに勝るとも劣らない拝金主義、物質主義が進行しているという指摘が多くある。たとえば、大規模な工場を建設する際に、周囲の住民の意見には聞く耳も持たず、「金にならない」というだけで工場の存在から出るリスク（汚水、悪臭、排煙など）を無視しているケースが散見される。また、食品製造では、安全性よりコストを優先するがゆえに無視し、危険な食品であっても生産するケースもある。また、多国籍企業の下請けになっている中国企業では、従業員を過酷な労働環境かつ安い賃金で使い、末端従業員の過労死、過労自殺を引き起こしている。そういったことを本来取り締まるべきなのは政府役人だが、金によって腐敗している者も少なくない。こうした問題の深刻な実態は2010年代に入って以降、国内外の調査団体や有志の調査により表面化しつつある。

#### 司法問題
中華人民共和国の司法に関してはいくつかの問題が内外から指摘されている。控訴する権利は与えられてはいるものの実際に控訴で逆転できるパターンはわずかである。
テロの首謀者から汚職といった他人に暴力を振るったり生命の危機に直面させない罪などでも、死刑判決即執行に該当する。人権擁護団体アムネスティ・インターナショナルでの報告によると、2004年で全世界で執行された死刑囚の数の9割以上（約3400人）が中華人民共和国であり、同団体に非難されている。
特に地方の人民法院の裁判官について、質に難があるという指摘がある。賄賂を要求することも多く、断ったら会社の設備を破壊され営業不能となった上、押収品を勝手に他者に渡す、といった事例まである。
2015年12月、中国のグローバル企業である復星集団の会長で支配株主でもある郭広昌が当局から身柄を拘束された。中国では党幹部や政府高官、国営企業のトップなど広範囲で取り締まりが強化されており、12月下旬には、言論の自由を擁護する活動家である弁護士も有罪判決を受けた。

#### 中国産食品の安全性
農薬の使い過ぎなどにより、中国では食品の安全性の悪さが大きな社会問題になっている。

#### 人権・報道問題

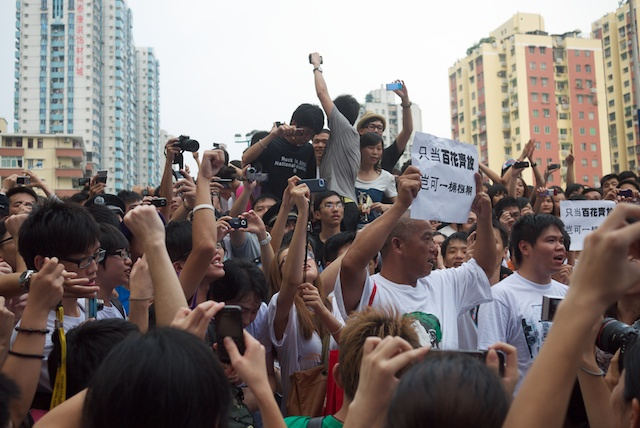
2010年広州市にて、広東語によるメディア現地語化支持者の抗議運動

中華人民共和国では、報道は新華社通信、人民日報、環球時報、中国中央電視台『新聞聯播』などの報道機関が世界的に知られている。改革開放以後は新聞はタブロイドが爆発的に増え、テレビは地方局が多数開設された（キー局は中国中央電視台だけである）。しかし政府の統制下にある事には変わりなくメディアの規制も強化されている。
中国政府は、検閲での情報操作を行っている（一国二制度適用の香港・マカオは除く）。共産党・政府に対して、マイナスと認識した報道を規制している。
2015年9月3日の中国人民抗日戦争・世界反ファシズム戦争勝利70周年記念式典において、国際刑事裁判所（ICC）から虐殺などの疑いで逮捕状が出ているスーダン大統領のオマル・アル＝バシールが招待されることもあった。
中国の憲法には第33条に「国家は人権を尊重し、保障する」と書き込まれている。六四天安門事件に対して、国際世論の風当たりが強まったことから2004年に付け加えられた。第37条には「公民の人身の自由は、侵犯を受けない」ともある。
国境なき記者団による「世界報道自由度ランキング」では、180ヶ国中177位にランク付けされている。

#### インターネットへの検閲行為
中国国内では、インターネット上のウェブページで、反政府や同盟国の北朝鮮を中傷するページを閉鎖、または回線を切断させたりしていることが多い（中国のネット検閲）。
2004年11月には検閲されていない違法なインターネットカフェ1600店余りを摘発し、更にはネット上で政府を非難する自国人を逮捕し電子メールの文章も検閲内容として規制されている。Yahoo!などのアメリカ企業も政府の検閲に協力している。こうした企業に対しては、国際的に多くの人々が、中華人民共和国国内での言論の自由を奪っていると非難している。
こうしたネット文化の進展に伴い、中華人民共和国政府はネット規制システム「グレート・ファイアウォール」をバージョンアップさせた。傲游など検閲、規制を回避するためのシステムも一部で配布されていると見られている。

#### 環境問題
中国は環境問題が最も深刻な国の一つである。中国のエネルギー使用による二酸化炭素（CO2）排出量は世界の3割を占め、世界最大のCO2排出国になっている。オゾン層を破壊するとしてモントリオール議定書で全廃されているはずのフロンも中国では未だに大量放出されているのが確認されている。大気汚染は深刻であり、特に首都北京は風が止まってしまうとPM2.5などの汚染物質が飛んでいかなくなり、しばしばスモッグに覆われる。長江の水質汚染が深刻な状況にあり（中国の水危機）、漁獲量も激減しているため、2020年12月1日には10年間禁漁になり、30万人の失業者が出る見通しとなった。

#### 地域格差と地方財政問題
2018年時点で北京や上海で公立教師は平均的に月給6000元（約10万円）で、内陸部はその半分以下である。そのため、2018年4月から5月末にかけて内陸部の陝西省、湖南省、安徽省などで教師待遇の地域格差・未払賃金を理由に教師たちのデモがあったが鎮圧された。中国では都市と農村の格差が依然として問題であり、景気停滞によって地方政府の財政難が背景にあって、賃上げに対応出来ない理由がある。

#### 地域差別
中国の出身地差別は大きく分けて3つ。「都市在住者から農村在住者」「省内出身者（地元民）から省外出身者（地方出身者）」「首都出身者からその他地域の出身者」への差別である。中国青年報社会調査センターの最近の調査によると、回答者の30％が「自分の生活圏には何らかの出身地差別がある」と回答している。

#### 孤児問題
中国本土における孤児問題として有名なものの1つに上海孤児が挙げられる。これは大躍進政策の影響によって引き起こされた全国的な大飢饉の最中に、上海から内モンゴル自治区へ移された3000人の孤児を指したものであり、すべての孤児たちは上海での生活と内モンゴル自治区・シリンゴル盟の牧夫の里親に引き渡された後の生活の両方を記録した書類を保有していた。だが、これらの記録は文化大革命の混乱ですべて紛失・破壊されてしまい、孤児たちの出自を明確に出来得るものが残されていない状態である点から、身元も特定出来ない現状が続いている。

#### 子供の置き去り問題
中国は世帯の在り方に関しても問題点が多い状況が続いている。親が都市部で働く目的から他の地方・省や首都へ出稼ぎする一方で、国内の農村部に留まる子供が多く存在しているのである。これらの子供たちは『置き去り児』と呼ばれ、農村地域に残っている大家族（通常は祖父母や家族の友人）によって世話をされていることが多い。 UNICEFの2018年度年次報告書によると、移住により両親の一方または両方が置き去りにした子供は約6,900万人で、これは農村部の子供の30 %に相当するとされる。

#### 詐欺
2022年の1年間に当局が摘発した特殊詐欺の件数は46万件余りにのぼり、年々増加傾向にあるという。また、ヨーロッパとアメリカの80万人以上が、中国から運営されている偽のECサイトに騙され、カード情報やその他の個人情報を盗まれていると報じられている。

#### 対日観
2010年代以後、何人かの中国人・韓国人が靖国神社で放火、器物損壊などを行っている。

## 治安

毛沢東の肖像画が掲げられた天安門における中国人民武装警察部隊員

中国の治安状況は全体としては安定しており、過去に比べると大きな変化を見せている。中国政府の統計によると2019年の各種刑事事件の立件数は、合計約486.2万件で、前年比で約4%減少している。

だがその一方、詐欺事件の立件数は約143.4万件で、前年比約24％増と大幅に増加していて振り込め詐欺も多発している。窃盗事件の立件数は約225.8万件となっていて、前年比で約19％減少しているものの、日本人が旅券・貴重品の窃盗・盗難などの被害に遭うケースが報告されている実状がある。他には金融被害（偽札、カードのスキミングなど）の報告も確認されている。

### 警察
公安部
武装警察部隊
その他
- 中国共産党中央弁公庁警衛局 - 共産党による中国版シークレットサービス

## 文化

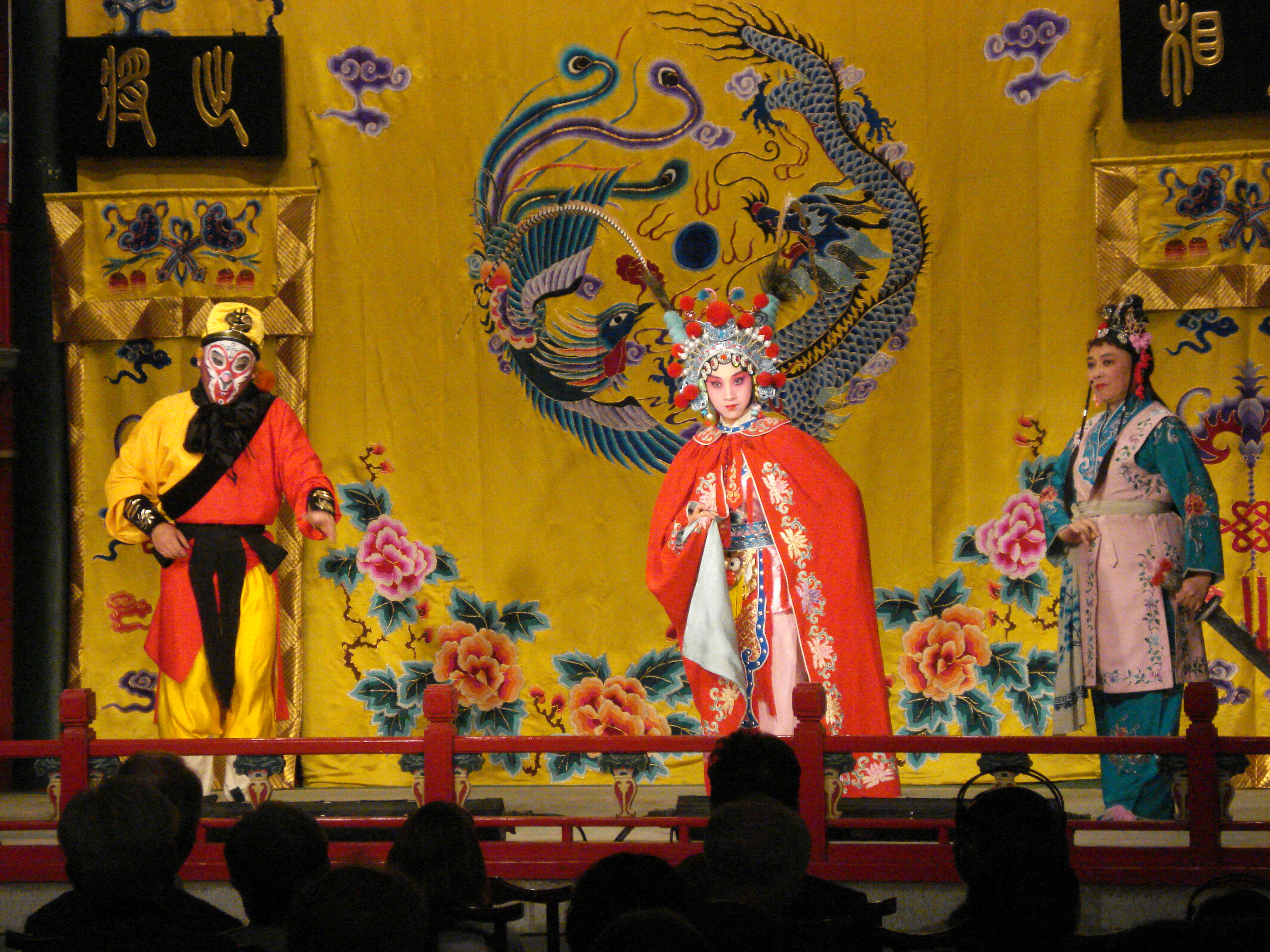
伝統的な京劇の様子

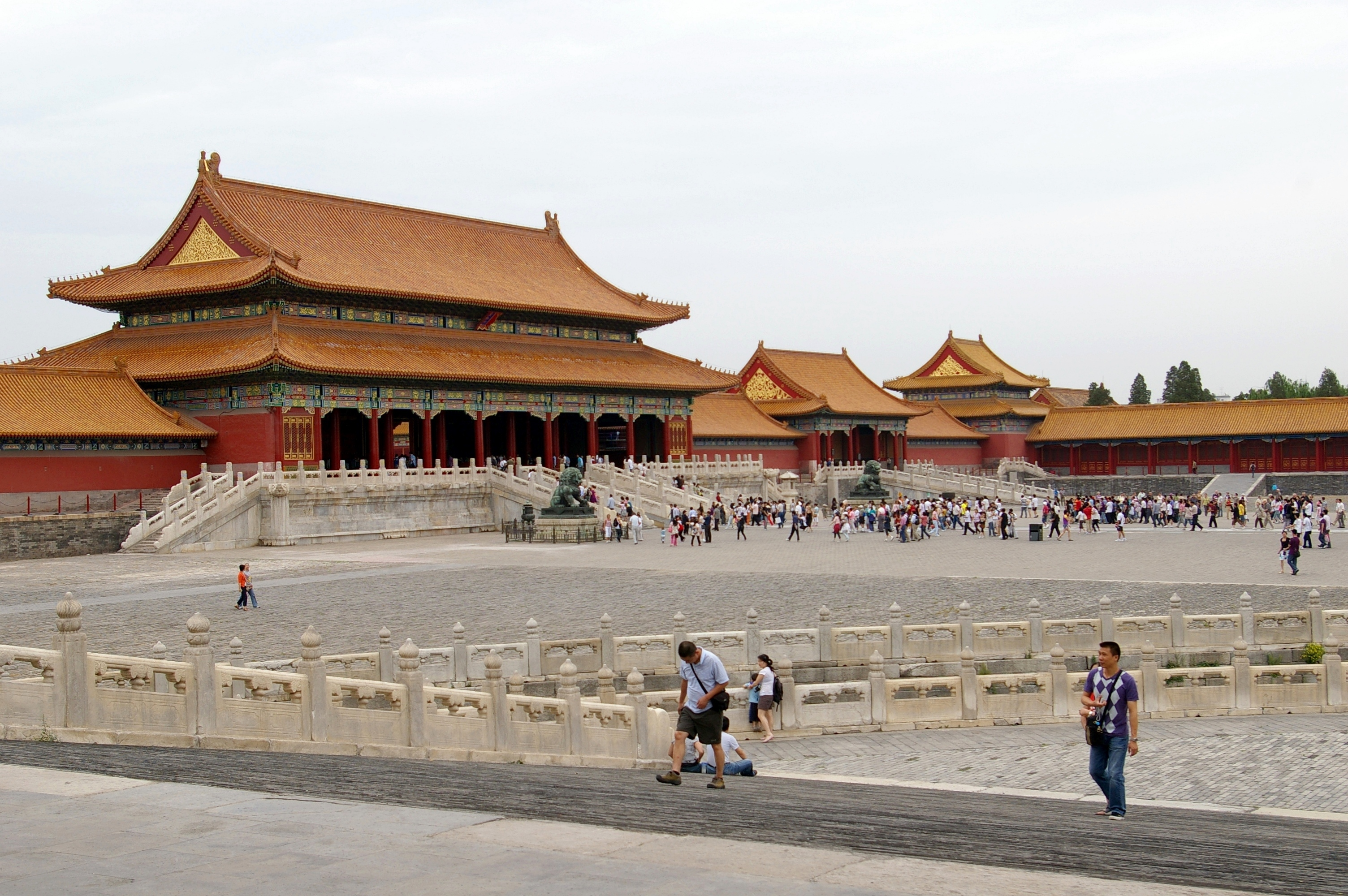
古典的な中国の建築様式を示す北京市の紫禁城

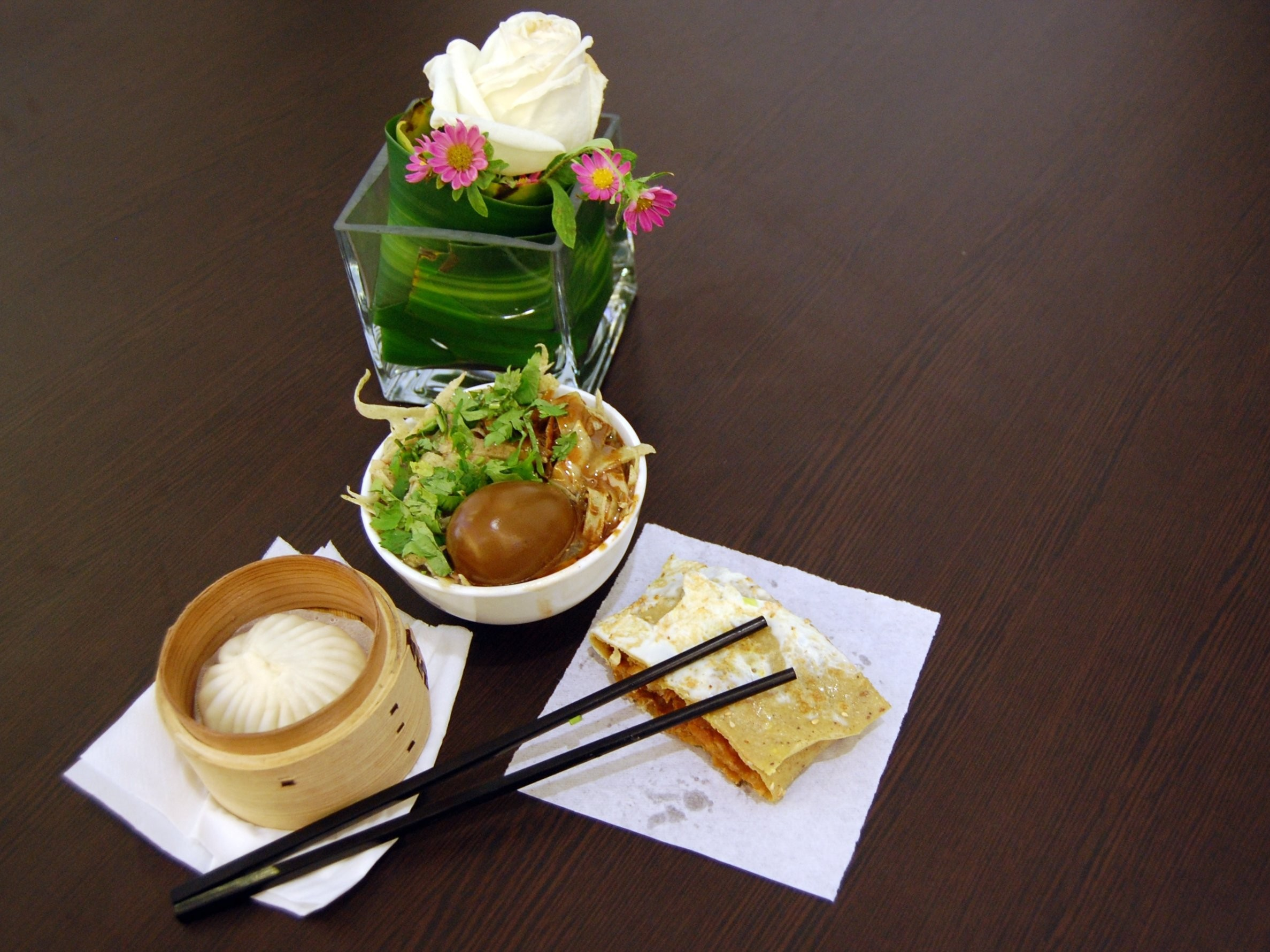
天津市における伝統料理である餃子、包子、鍋巴菜

- 中華街 - 中国の漫画 - 華人 - 華僑

### 書道
書聖として王羲之、顔真卿、北宋の徽宗帝の名が挙げられる。

### 文学
漢から唐の陶淵明を代表とする「漢詩」・李白、杜甫、白居易を代表とする「唐詩」、宋の「詞」、元の「曲」、明と清の「小説」（白話小説、武侠小説など）が存在する。辛亥革命後の20世紀前半には日本に留学した経験を持ち、『故郷』、『阿Q正伝』、『狂人日記』、『藤野先生』で知られる魯迅が活躍した。また、毛沢東も『沁園春・長沙』などの漢詩を遺している。
代表的な中国文学の作品
- 『史記』
- 『三国志演義』
- 『水滸伝』
- 『西遊記』
- 『金瓶梅』
- 『紅楼夢』
- 『封神演義』
- 『聊斎志異』

### 哲学
- 中華思想
- 諸子百家
- 玄学
- 朱子学
- 陽明学
- 考証学
- 三民主義
- 毛沢東思想
- 鄧小平理論
- 三つの代表
- 科学的発展観
- 習近平思想

### 音楽

#### 舞踊
中国における舞踊は形式が非常に多様で、カテゴリーに分けた場合はモダンダンスなどの近代的なものを含めると10種類以上も存在する。

### 美術
絵画
- 山水画
- 花鳥画
- 年画

陶芸
- 唐三彩
- 宋磁（青磁、白磁）
- 七宝
- 万暦赤絵
- 華南三彩

### 大衆文化
対人関係に於いて「自己人」（自分の味方）、「熟人」（知り合う人）、「外人」という独特の概念が中国にあり、日本では中国人との国際結婚などでトラブルになるケースが多い。ポルノの規制は厳しく、ポルノ雑誌の類は販売されておらず、隠語を使った官能小説のみ販売している。インターネットのポルノサイトも同様で、2007年に行った反ポルノキャンペーンで44000件のサイトを取り締った。また、サイト運営者が終身刑になったケースもある。家庭用ゲーム機の販売も2000年から禁止されてきたが、2015年に完全に解禁され、ハードウェアではソニー・インタラクティブエンタテインメントとマイクロソフト、任天堂がある。家庭用ゲームソフトの販売も、ソフトウェアメーカーが検閲（中国にはコンピュータゲームのレイティングシステムは存在しない）を受けた上で販売することになる。

### 服飾
民族衣装においては漢服やチャイナドレスなど、独自の被服文化を確立している。

### 祝祭日
| 日付                                           | 日本語表記（括弧内は略称）                 | 由来・行事 | 休暇期間                                                                                                  |
| ---------------------------------------------- | ------------------------------------------ | --- | --- |
| 1月1日                                         | 元旦                                       | 西暦の新年 | 1日（前後の週末に含まれて3日間になる）                                                                    |
| 3月8日                                         | 国際婦女節（婦女節）                       | 女性の社会、政治、経済などへの貢献を祝う。                                                                             | 女性のみ半日                                                                                              |
| 3月12日                                        | 植樹節                                     | 孫中山の逝世記念日。植樹や造林活動を行う。1979年に全国人民代表大会で決定。                                             | なし |
| 5月1日                                         | 国際労働節（労働節）                       | 働く人の社会及び経済への貢献を祝う。                                                                                   | 1日（前後の二つの週末に含まれて5日間になる）                                                              |
| 5月4日                                         | 五四青年節（青年節）                       | 1919年5月4日に反帝国主義運動を行った学生を記念する。                                                                   | 青年（14歳以上）のみ半日                                                                                  |
| 6月1日                                         | 国際児童節（児童節）                       | 子供の福祉の促進を祝う。                                                                                               | 子供（14歳以下）のみ1日                                                                                   |
| 7月1日                                         | 中国共産党建立記念日（建党節）             | 1921年7月23日の中国共産党の設立を記念する。                                                                            | なし |
| 8月1日                                         | 中国人民解放軍建軍節（建軍節、八一建軍節） | 1927年8月1日の南昌起義を記念する。                                                                                     | 現役の軍人のみ半日                                                                                        |
| 9月3日                                         | 抗日戦争勝利記念日                         | 1945年9月2日日本が連合国の降伏文書に調印したことを記念する。                                                           | なし |
| 9月10日                                        | 教師節                                     | 教師の社会への貢献を祝う。1985年1月に全国人民代表会議で設立された。現在、9月28日（孔子の誕生日）に改める議論が有力。   | 教師及びその学生のみ半日                                                                                  |
| 10月1日                                        | 中華人民共和国国慶節（国慶節）             | 1949年10月1日、中華人民共和国中央人民政府設立を祝う。                                                                  | 3日間（10月1日、10月2日、10月3日。前後の二つの週末に含まれて7日間になる）                                 |
| 中国暦1月1日                                   | 春節                                       | 中国暦の新年。中国暦の12月末日（前年）、1月1日、1月2日をそれぞれ除夕、年初一、年初二という。                           | 7日間（中国暦の12月末日、1月1日、1月2日、1月3日、1月4日、1月5日、1月6日。既に前後の二つの週末に含まれた） |
| 中国暦1月15日                                  | 元宵節                                     | 小正月。灯篭を観て楽しんだり、元宵（甘いスープの中に餡を包んだ餅を浮かべた食べ物）を食す。                             | なし |
| 中国暦2月2日                                   | 春農節、または龍擡頭                       | “龍頭説”とも呼ばれる。2月2日に龍が頭をもたげた伝説から。                                                               | なし |
| 4月5日または4月4日,4月6日                      | 清明節                                     | 墓参り。先祖を祭る。                                                                                                   | 1日（前後の週末に含まれて3日間になる）                                                                    |
| 中国暦5月5日                                   | 端午節                                     | 端午の節句。屈原が祖国の行く末を嘆き汨羅江に身を投じたのが始まりと言われる。粽を食べたり、ドラゴンボートレースをする。 | 1日（前後の週末に含まれて3日間になる）                                                                    |
| 中国暦7月7日                                   | 七夕                                       | “乞巧節”或いは“七巧節”、“七姐誕”とも呼ばれる。織女と牽牛が天の川の橋の上で会った伝説から。                             | なし |
| 中国暦7月15日                                  | 中元節                                     | “鬼節”、“盂蘭盆節”、“七月半”とも呼ばれる（但し、“鬼節”でハロウィンを指す場合が多い）。お盆。                           | なし |
| 中国暦8月15日                                  | 中秋節                                     | お月見。家族が集まり、月見をしたり、月餅を食べる。                                                                     | 1日（前後の週末に含まれて3日間になる）                                                                    |
| 中国暦9月9日                                   | 重陽節                                     | 重陽。敬老の日。高いところに登る。                                                                                     | なし |
| 中国暦節気冬至                                 | 冬節                                       | “過冬”或いは“長至節”、“亜歳”とも呼ばれる。北部では餃子を食べることが多い。南部では湯円（元宵）を食べる。               | なし |
| 中国暦12月8日                                  | 臘八節                                     | 祖先の霊を祭る。豊作、吉祥を祈る。臘八粥を飲む。                                                                       | なし |
| 中国暦12月23日（北のほう、南のほうは12月24日） | 小年、または祭竈節                         | かまどの神を祭る。かまど王を天に送り、神様にかまど王の善悪を判断してもらう言い伝えから。                               | なし |
| 中国暦12月30日（或いは12月29日）               | 除夕                                       | おおみそか。年越し料理を食べたり、爆竹を鳴らす。                                                                       | なし |
| ヒジュラ暦10月1日                              | 開斎節                                     | “肉孜節”とも呼ばれる。ラマダーンの終わり。イスラム教の祭日                                                             | なし |
| ヒジュラ暦12月10日                             | 宰牲節                                     | “クルバン節”とも呼ばれる。犠牲祭。巡礼の次の日。イスラム教の祭日                                                       | なし |

- 少数民族の祝祭（例えば、上記の開斎節、宰牲節）はその地方人民政府によって制定されている。香港特別行政区の休暇期間はその関連法規に規定されている。

### スポーツ
伝統的スポーツ

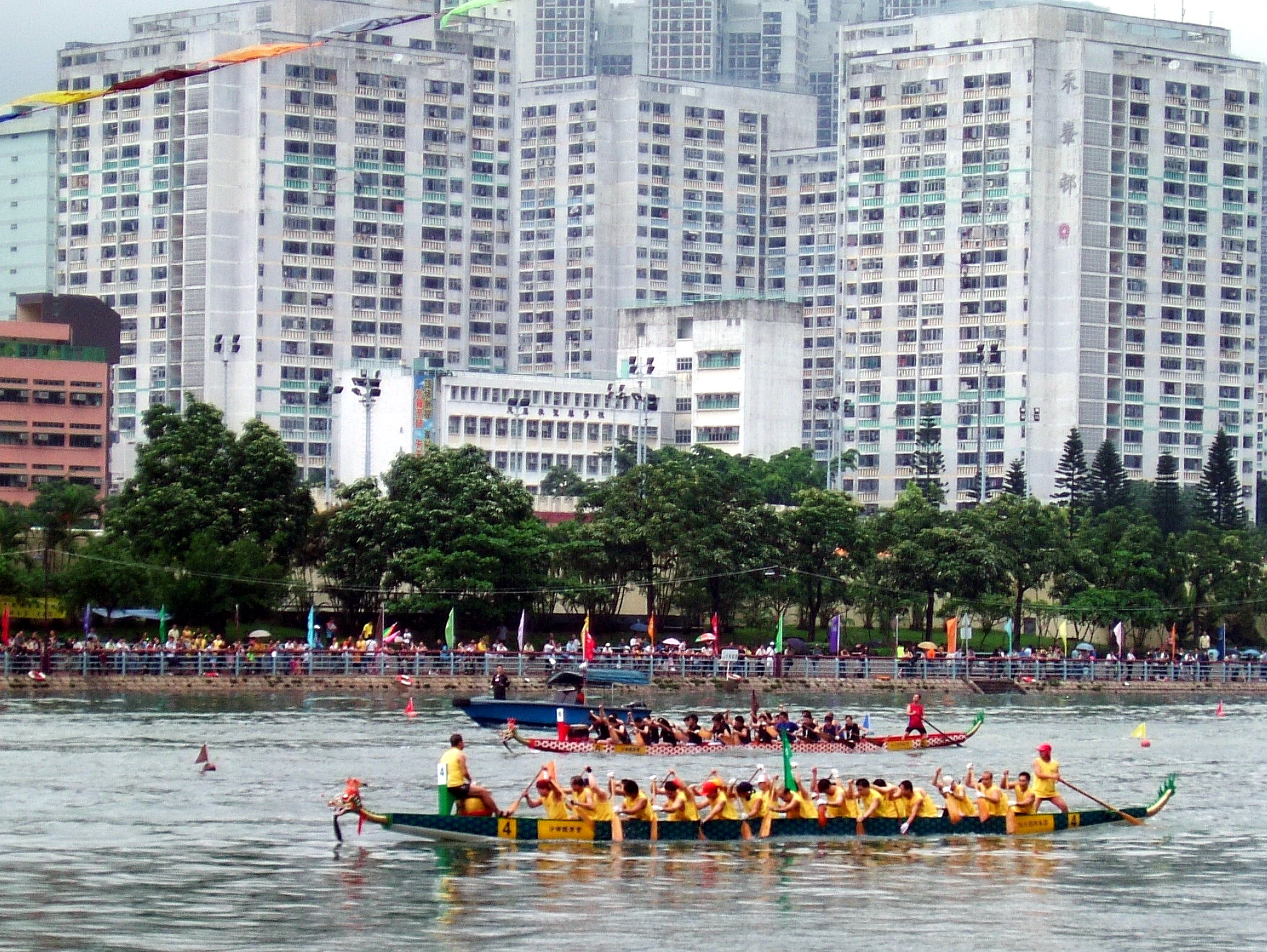
中国で人気の伝統的スポーツ、龍舟レース

- 中国武術（少林拳、太極拳、洪家拳、詠春拳）
- 角力、鍵子、龍舟

近代的スポーツ
1995年に国家プロジェクトでもある「全民健身計画」が打ち出されたことや、スポーツの多様化に伴い中国のスポーツ市場は数年で急激に拡大し、2005年には500億ドルに達しており、競技人口は4億人にまでのぼった。その中でも卓球は伝統的に強く、オリンピックの卓球競技では他国を全く寄せ付けず圧倒的なメダルの獲得数を誇っている。アメリカのバスケットボールリーグの最高峰であるNBAに2011年まで所属していた姚明の活躍を受け、中国国内ではバスケットボールの人気が高まり競技人口は3億人にまで達したとも言われている。
その他にもサッカー、バレーボール、バドミントン、テニス、体操、陸上競技、競泳、飛込競技、アーティスティックスイミング、テコンドー、トランポリン、射撃競技、フェンシング、テニス、重量挙げ、レスリング、MMA、キックボクシング、フィギュアスケート、スピードスケート、ショートトラックスピードスケート、カーリング、エアリアルの人気が高い。
オリンピック
2008年8月8日から8月24日にかけて、首都の北京で中国初の北京夏季オリンピックが開催された。さらに2022年2月4日には、同じく北京で中国初の冬季オリンピックとなる2022年北京オリンピックが開催された。この大会は、五輪史上初となる夏・冬オリンピックの同一都市での開催となった。また、2014年には南京で南京夏季ユースオリンピックが開催された。なお、中国はパラリンピックにおいても毎大会メダル獲得数は上位である。
サッカー
2004年にプロサッカーリーグの『中国足球協会超級リーグ』が創設された。国内リーグを代表する名門クラブの広州（旧：広州恒大）が、7連覇を含むリーグ最多8度の優勝を達成している。さらに広州はAFCチャンピオンズリーグにおいても、2013年大会と2015年大会でアジア制覇を成し遂げている。
サッカー中国代表の武磊が、2019年1月28日にスペイン1部のRCDエスパニョールへ移籍した事により、中国国内でのサッカーの人気が非常に高まっており、武磊の欧州リーグデビュー戦でのテレビ視聴者数は約4,000万人にものぼった。さらに2020年1月4日に行われたバルセロナダービーでは、1-2の劣勢の場面から後半43分に途中出場し、中国人選手として初めてFCバルセロナから得点を記録している。
サッカー中国女子代表はアジアを代表する強豪国として知られ、AFC女子アジアカップでは大会最多9度の優勝を誇る。アジア競技大会でも大会最多3度の優勝を達成しており、アルガルヴェ・カップでは2度の優勝経験を有する。FIFA女子ワールドカップでは1999年大会、オリンピックでも1996年のアトランタ大会でそれぞれ準優勝に輝いている。
プロリーグ
- 中国サッカー・スーパーリーグ - 1部
- 中国サッカー・甲級リーグ - 2部
- 中国サッカー・乙級リーグ - 3部
- 中国プロバスケットボールリーグ
- 中国卓球スーパーリーグ
- 中国バレーボールリーグ

## 象徴
現在、中国を代表する象徴には以下がある。

### 国花
現在選定中。同国は有力候補としてシャクヤクを挙げている。

### 国樹
同国の国樹はイチョウである。

### 国果
同国の国果はナツメとなっている。また、最近ではキウイフルーツも国果とする意見がある。

### 国獣
国獣はジャイアントパンダである。

### 国鳥
国鳥にはキンケイやタンチョウが挙げられているが、いずれも非公式となっている。